# Neon Genesis Evangelion
Neon Genesis Evangelion (新世紀エヴァンゲリオン Shin Seiki Evangerion?), también conocida simplemente como Evangelion, o Eva, es una serie de anime creada por el estudio Gainax, animada por Tatsunoko Production y dirigida por Hideaki Anno. La historia de la obra se da lugar en un mundo futurista en el que una organización paramilitar llamada Nerv protege a la humanidad de los ataques de seres de origen y naturaleza desconocidos, los «ángeles», utilizando para ello bio mechas humanoides llamados Evangelion (acortado a Eva). A medida que avanza la trama, ésta se vuelve paulatinamente más confusa y psicológica, en donde las personalidades de los personajes se hacen cada vez más inestables y su desarrollo se torna fundamental. Hideaki Anno, el director y guionista, ha expresado que el desarrollo de la serie estuvo inspirado en su propia experiencia, en virtud de la cual los personajes muestran una amplia gama de sus afecciones emocionales y de su personalidad.
El anime cuenta con veintiséis episodios que fueron transmitidos por primera vez entre octubre de 1995 y marzo de 1996. De forma paralela se estaba editando el manga desde diciembre de 1994. Debido a la fama obtenida, pronto se fueron creando diversos spin-offs, entre los que se incluyen series de películas y videojuegos que complementan u ofrecen una realidad alternativa de la historia. A pesar de que el anime constituye la obra original, el manga creado por Yoshiyuki Sadamoto se comenzó a publicar previamente al estreno de la animación para aumentar el interés del público. Sadamoto ha declarado que el manga es su propia interpretación de Evangelion, mientras que el anime es la interpretación de Anno.
Esta serie ha sido clasificada en los géneros ciencia ficción, mecha y distopía, conteniendo diversos elementos de filosofía, psicología y religión, con marcadas influencias abrahámicas. Los miembros del equipo de la serie han afirmado que estos simbolismos religiosos han sido más por motivos estéticos que narrativos, ya que en Japón el simbolismo judeocristiano es visto como exótico. Además, sus características técnicas y temáticas, así como la complejidad y simbolismo de su historia, han hecho que esta producción sea considerada como uno de los mejores ejemplos del género del realismo épico. También ha recibido algunos de los mayores premios de animación. Por todo ello, Evangelion es considerada por muchos como una de las producciones más grandes del anime.

## Origen del título
El título japonés de la serie, Shin Seiki Evangerion (新世紀エヴァンゲリオン?), consta de dos partes: «Shin Seiki» (新世紀 lit. "Nueva era" o "Nuevo siglo"?) y «Evangelion», del griego clásico εὐαγγέλιον (buen mensajero, buena nueva), hispanizado como evangelio. Evangelion etimológicamente no tiene relación con la palabra hebrea eva (viviente). Con todo, el título Neon Genesis Evangelion significa «Mensajero del nuevo comienzo». Anno consideró su connotación cristiana de presunta bendición y eligió ese nombre porque le parecía «complicado». Un primer título pensado para la serie fue Alcion (Arushion en japonés), pero este fue rechazado por su falta de consonantes duras, por lo que Yoshiyuki Sadamoto y Anno acabaron confirmando Evangelion.

## Argumento

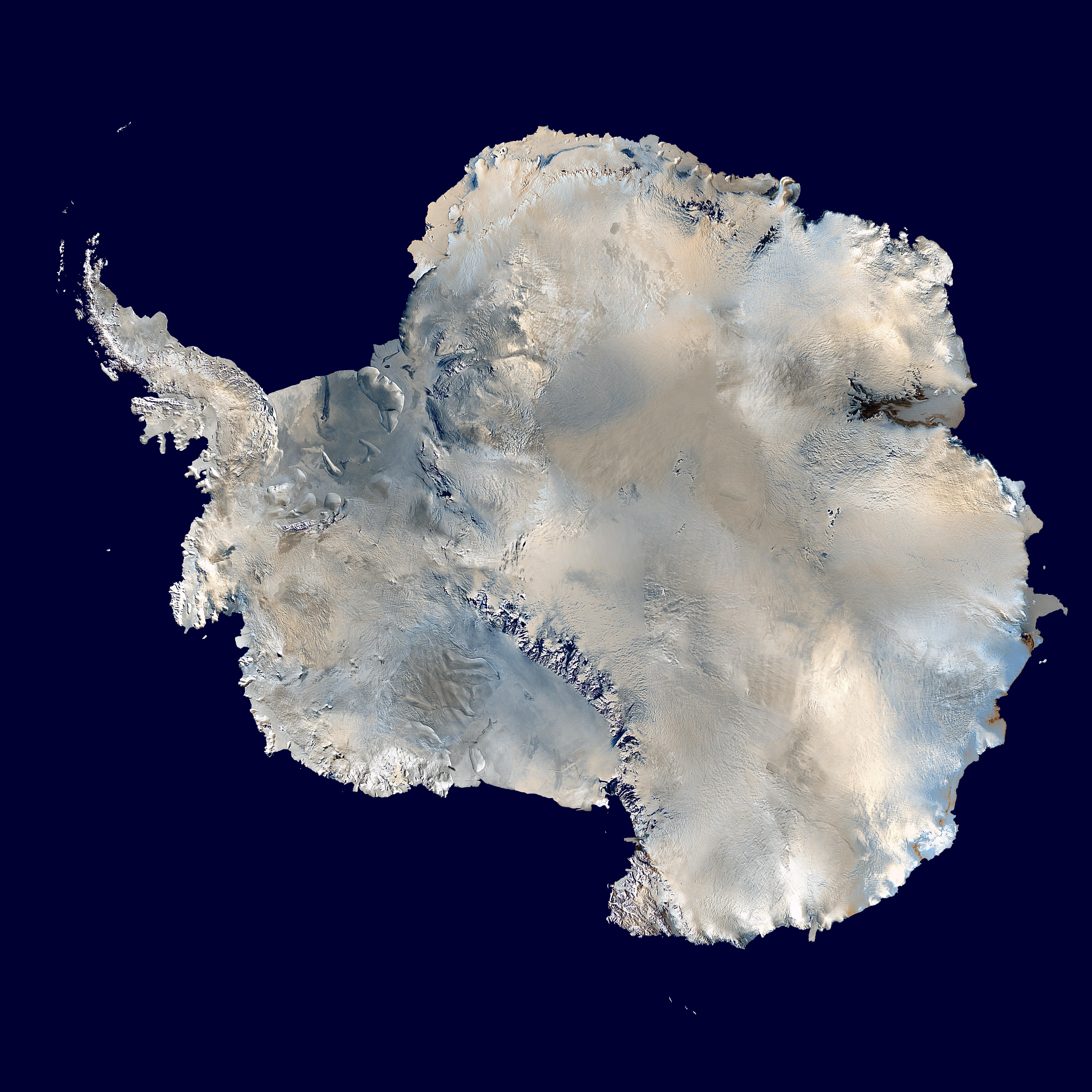
Antártida, lugar del Segundo Impacto.

La serie se inicia en el año 2015 de la era cristiana, quince años después del primer y desastroso contacto con unos misteriosos seres conocidos como ángeles, que resultó en un cataclismo a escala mundial llamado Segundo Impacto, que redujo a la mitad la población humana en la Tierra. Para prevenir futuros ataques de ángeles, la ONU estableció en Tokio-3 la organización Nerv, la cual desarrolló una serie de gigantes biomecánicos llamados Evangelion —abreviado Eva— para combatirlos. Debido a que los Evangelion solo pueden ser pilotados por adolescentes, el dirigente de Nerv, Gendō Ikari, se comunica con su distanciado hijo, Shinji, para que pilote la Unidad 01 de los Evangelion, y acabe con el Tercer Ángel, que se halla atacando la ciudad. Aunque al principio Shinji se niega a cooperar, acaba accediendo al ver el acto aparentemente cruel de su padre de obligar a la malherida Rei Ayanami a pilotar el Eva. A bordo del Evangelion, Shinji es dejado inconsciente al poco tiempo de comenzar la batalla, pero súbitamente el Eva actúa por sí mismo y destruye al ángel. Tras eso, Shinji se adapta a su nueva vida en Tokio-3, viviendo con la capitana Misato Katsuragi como su tutora. En la escuela de la ciudad conoce a los que serán sus mejores amigos, Tōji Suzuhara, Kensuke Aida y Hikari Horaki, así como a la enigmática Rei Ayanami, piloto de la Unidad 00. Poco después, ella y Shinji se encargan de derrotar a los siguientes ángeles, Shamshel y Ramiel, objetivos que consiguen con grandes dificultades.
Con el transcurrir de la serie, Misato lleva a Shinji, Tōji y Kensuke a un convoy naval encargado de transportar la Unidad 02, pilotada por Sōryū Asuka Langley. En un inesperado combate, el ángel Gaghiel ataca a la flota, pero es destruido por Shinji y Asuka a bordo de la Unidad 02. Al mismo tiempo, se revela que la auténtica carga del convoy es el embrión del ángel Adán, transportado por un viejo amigo de Misato llamado Ryōji Kaji. Poco después, Asuka se muda a casa de Misato, encontrando dificultades en la convivencia entre ella y Shinji; no obstante, ambos superan sus diferencias para derrotar juntos al ángel Israfel. Posteriormente Shinji, Asuka y Rei hacen frente y derrotan a los ángeles Sandalphon, Matarael, Sahaquiel Iruel, Leliel, con grandes peligros en cada uno de ellos que llevan al límite la resistencia psicológica de los pilotos. Más tarde, la Unidad 03 es enviada a Tokio-3, siendo Tōji Suzuhara el encargado de pilotarla, pero el Evangelion es poseído por el ángel Bardiel y Shinji se ve obligado a enfrentarse a él. Ante la negativa de Shinji de luchar, Gendō Ikari activa un método de teledirección de Evangelion llamado Dummy Plug y destroza a su oponente, casi matando a Tōji en el proceso. Después de la batalla Shinji decide dejar definitivamente Nerv, pero el ángel Zeruel llega y derrota a Asuka y Rei, lo que ocasiona que Shinji vuelva, después de hablar con Kaji, para pilotar la unidad 01 y atacar al ángel. En el transcurso del combate, el Eva agota su energía y entra en Modo Berserker, despedazando y devorando al ángel, y provocando que Shinji quede reducido a LCL; pero poco más tarde el joven Ikari interactúa con el espíritu de su madre, dentro del Evangelion, y renace del líquido. Después de que Kaji sea asesinado tras rescatar al vicecomandante de Nerv, Kōzō Fuyutsuki, de las manos de Seele, aparece el ángel Arael, el cual ataca la mente de Asuka y le provoca una fuerte depresión clínica que le impide seguir pilotando. A su vez, Rei muere destruyendo al ángel Armisael, pero es sustituida por un clon. Posteriormente, un joven misterioso llamado Kaworu Nagisa llega para pilotar la unidad Evangelion 02 en reemplazo de Asuka. Shinji forja una fuerte relación con él, pero Kaworu resulta ser Tabris, el último ángel en ser esperado, y Shinji se ve obligado a matarlo para impedir que provoque el Tercer Impacto.

### Final
Hacia los últimos episodios, los personajes comienzan a entender que el auténtico plan de Nerv es el llamado Proyecto de Complementación Humana, con el cual pretenden eliminar la individualidad humana y fusionar a toda la humanidad en un mismo ser para poner fin a todos los conflictos, la soledad y el dolor provocados por la existencia individual. Nerv y Seele entran en conflicto por la ejecución del proyecto. Una vez iniciado el Proyecto, el cuarteto protagonista, Shinji, Misato, Rei y Asuka se ven obligados a hacer frente a sus dudas y temores y examinar su valor. Este final se hizo a base de flashbacks, visiones, textos parpadeantes y un montaje de imágenes sombrías, que incluyen lúgubres fotografías en blanco y negro de desolados motivos urbanos. También se muestra una vida alternativa con los mismos personajes, que entraría en un género de comedia juvenil. Cuando con el tiempo Shinji se da cuenta de que vale la pena vivir y que no hay necesidad de ser un piloto de Eva para justificar su existencia, es rodeado por la mayoría de los personajes aplaudiendo y felicitándolo. Después de estas escenas, Shinji concluye sus reflexiones y despide la serie.
El ambiguo y poco claro sentido de los dos últimos episodios dejó a muchos fanes confusos e insatisfechos. Estos episodios fueron los más controvertidos de una ya de por sí polémica serie, calificados por muchos de imperfectos e incompletos. Sin embargo, Anno y el subdirector Kazuya Tsurumaki defendieron la integridad artística del final, si bien en la película The End of Evangelion se muestra un final diferente, que complementa al de la serie. La película puede ser considerada como una ampliación del final de la serie, mostrando no sólo las reflexiones mentales de Shinji que le llevan a volver a darse forma a sí mismo, sino también los eventos exteriores que las preceden y siguen. Algunas escenas de los últimos episodios se reutilizan en The End of Evangelion para establecer un mayor paralelismo entre los dos finales. Por ejemplo, las imágenes de las muertes de Misato y Ritsuko, la escena en la que Gendō va a buscar a Rei u otra en la que se muestra a Asuka en el fondo del lago. En el apocalíptico transcurrir del Tercer Impacto, Shinji, teniendo la posibilidad de seguir adelante con el Proyecto de Complementación Humana o cancelarlo, concluye con una serie de viajes mentales y monólogos que el Proyecto despojaría realmente a las personas de su humanidad al eliminar la individualidad.

## Personajes

### Principales
Los personajes de Evangelion luchan continuamente con sus relaciones interpersonales, demonios interiores y sucesos traumáticos de su pasado, creando un patrón complejo de relaciones. Anno describe al protagonista, Shinji Ikari, como un chico que «se encoge ante el contacto humano» y que «está convencido de que es una persona absolutamente innecesaria, tanto que ni siquiera puede llegar al suicidio». Describe a Shinji y a Misato Katsuragi como «extremadamente temerosos de ser heridos» e «inadecuados —pues carecen de actitud positiva— para ser lo que la gente llama héroes en esta aventura». En comparación con el héroe estereotípico, Shinji está caracterizado más por carecer de energía y emoción que por poseer cualquier tipo de heroísmo o bravura. Rei Ayanami y Asuka Langley Sōryū, los demás protagonistas, tienen similares deficiencias y dificultades para relacionarse con otras personas.
Según Anno, Evangelion fue un intento de hacer converger en una todas las perspectivas de la personalidad, llevado a cabo mediante la creación de personajes que representan diferentes conceptos, lo que ha obligado a los espectadores a teorizar sobre ello. Para algunos, los personajes son representaciones psicológicas, mientras que para otros son representaciones filosóficas, religiosas, históricas o incluso de la misma naturaleza humana. Al parecer, el objetivo principal fue presentar personajes que reflejaran la profunda depresión y posterior recuperación que Anno experimentó antes de comenzar a trabajar en Evangelion: cada personaje refleja una parte de su personalidad. Sin embargo, la naturaleza pesimista de la serie, así como la raramente vista variedad de problemas que padecen sus personajes, ha llamado la curiosidad sobre por qué no hay una verdadera felicidad en la configuración del mundo. El subdirector Kazuya Tsurumaki dijo: «Cuando todo estuvo dicho y hecho, Hideaki Anno comentó que Evangelion es un mensaje dirigido a los fanes del anime, incluido él mismo, y por supuesto, yo también. Si una persona que ya vive y se relaciona con los demás normalmente lo ve, no aprende nada».
El diseño de los personajes por Yoshiyuki Sadamoto, con su estilo marcadamente realista, de rasgos muy plásticos que permiten reflejar el estado de ánimo mediante la postura del cuerpo y la expresión del rostro, también ha contribuido a la popularidad de Evangelion. Los diseños de Sadamoto de los tres personajes femeninos principales, Asuka, Rei y Misato, han elevado mucho la venta de merchandising —especialmente de Rei, la «Premium Girl»—, y han sido inmortalizados en la comunidad del dōjinshi en modelos garage kit, y en los siguientes animes.
- Shinji Ikari (碇 シンジ Ikari Shinji?)

El protagonista principal de la serie. Es un joven de catorce años de edad, hijo de Gendō Rokubungi y Yui Ikari. Su padre lo abandonó por motivos desconocidos a los cuatro años, pero una década después vuelve a reunirse con él para obligarle a pilotar la unidad Evangelion 01, brindándole el título de Tercer Niño. Shinji es un personaje cuyos tormentos hacen de él una persona física y moralmente débil, pasiva y extremadamente apocada. Su iniciativa de obedecer cuanto le dicen le llevará a pilotar el Eva-01 a pesar del odio que siente hacia su padre, pero gracias a los personajes que entrarán en su nueva vida, Shinji comenzará a aceptarse a sí mismo como persona y a tomar sus propias decisiones. En la adaptación japonesa su seiyū es Megumi Ogata, mientras que en el doblaje español es Albert Trifol Segarra, y en el hispanoamericano es Víctor Ugarte.
- Misato Katsuragi (葛城 ミサト Katsuragi Misato?)

Fue la única superviviente del inicio del Segundo Impacto en la Antártida. La líder estratégica de Nerv, Misato es una mujer inteligente, decidida y valerosa. Tras esta personalidad se esconde un forzado, pero acertado proceso de madurez que la ayuda a comprender a muchos otros personajes y la llevará a descubrir los secretos de todos ellos. En la adaptación japonesa su seiyū es Kotono Mitsuishi, mientras que en doblaje español es María Moscardó, y en el hispanoamericano es Toni Rodríguez.
- Rei Ayanami (綾波 レイ Ayanami Rei?)

La primera elegida, encargada de pilotar la unidad Evangelion 00 por orden de Gendō Ikari. Rei es una enigmática muchacha de catorce años de personalidad inexpresiva, hermética e introvertida, que oculta toda emoción y rara vez pronuncia palabra. Los datos sobre su infancia, familia y orígenes son desconocidos; en adición, posee un sorprendente parecido físico con Yui, la madre de Shinji, lo que hace dudoso el origen de Rei. Durante la serie Shinji y ella atraerán lentamente la simpatía del otro, lo cual irá haciendo que Rei tome iniciativas y llegue a expresarse de forma insospechada. En la adaptación japonesa su seiyū es Megumi Hayashibara, mientras que en doblaje español es Joël Mulachs, y en el hispanoamericano es Circe Luna.
- Asuka Langley Sōryū (惣流・アスカ・ラングレー Sōryū Asuka Rangure?)

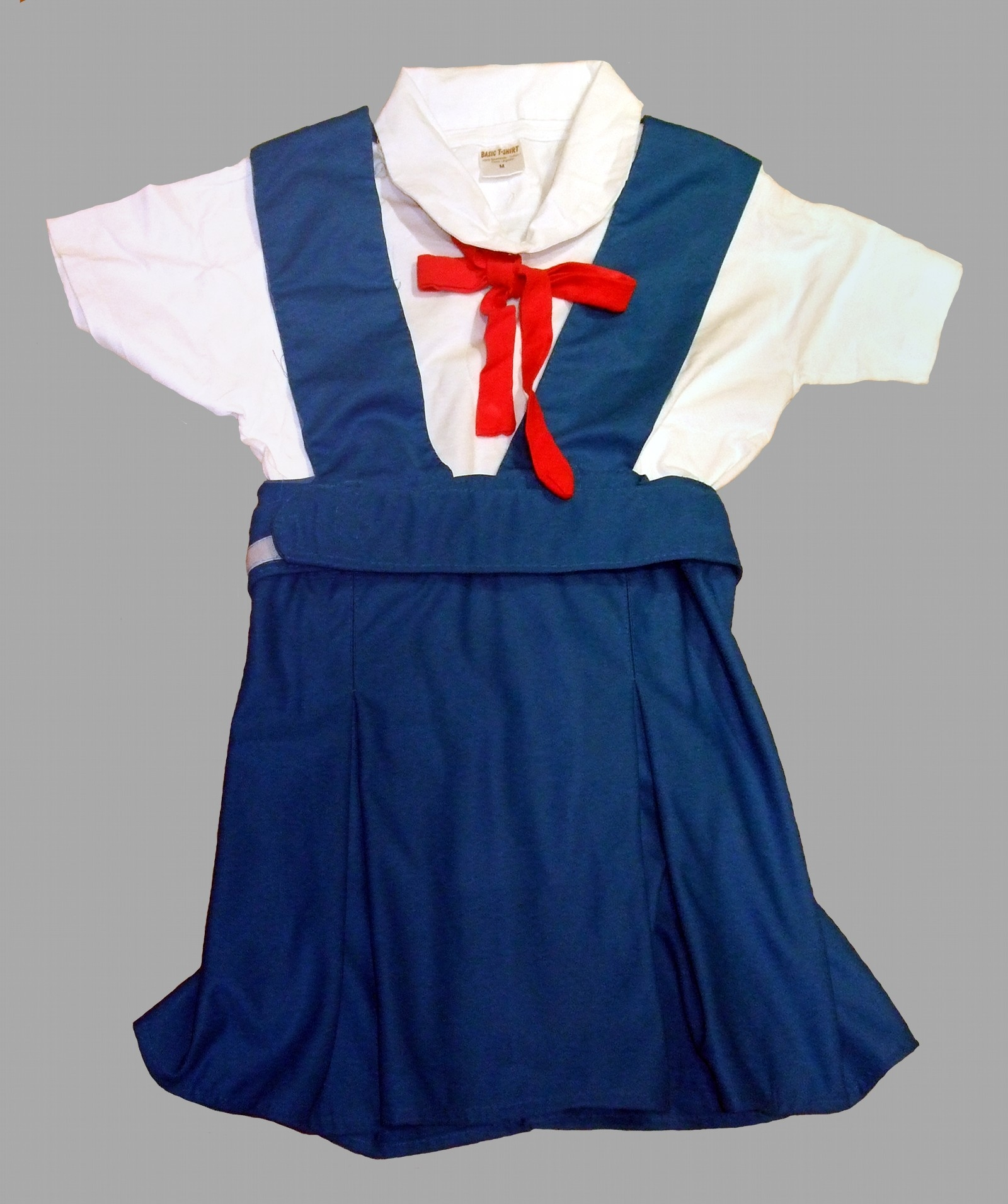
El uniforme escolar de Rei y Asuka.

Piloto de la unidad Evangelion 02. De catorce años con nacionalidad estadounidense, con una cuarta parte de origen japonés y un cuarta parte de origen alemán, ambas por parte de su madre. A pesar de su nacionalidad, su lengua primaria es el alemán, ya que creció en Alemania, país de fabricación de la unidad 02. Es definida como una chica enérgica, emocional y de temperamento opuesto a los de Shinji y Rei: en contraste con ellos, es independiente, competitiva y rebelde. Su sueño es impulsarse a sí misma hacia la adultez en un intento de huida de una dramática infancia, lo que a veces le hará parecer un personaje extraño e infantil. Durante la serie, mantiene una complicada relación de amor/odio con Shinji. En la adaptación japonesa su seiyū es Yuko Miyamura, mientras que en doblaje español es Ana Pallejá, y en el hispanoamericano es Norma Echevarría.
- Kaworu Nagisa (渚 カヲル Nagisa Kaworu?)

Se presenta inesperadamente como el Quinto Niño en un momento agitado y tardío de la serie. Kaworu es un joven nacido el día del Segundo Impacto y que mantiene una misteriosa conexión con los líderes de Seele. En el único episodio que aparece forjará una profunda relación emocional con Shinji, a quien le profesa su amor. Sin embargo, al final del episodio se revela su identidad como el último ángel, con el cual Shinji debe de luchar para dar todo en un trágico final. En la adaptación japonesa su seiyū es Akira Ishida, mientras que en doblaje español es Jordi Pons, y en el hispanoamericano es Ernesto Lezama.
- Gendō Ikari (碇 ゲンドウ Ikari Gendō?)

Comandante de Nerv, padre de Shinji y uno de los creadores de las unidades Evangelion, así como artífice del Proyecto de Complementación Humana. Es un hombre precavido y manipulador, que rara vez muestra emociones y que tiende a considerar a las otras personas como herramientas. Según otros personajes, posee cierto parecido emocional con Shinji, y está tan distanciado de su hijo como su hijo de él. Su apellido de nacimiento es Rokubungi, pero adopta el apellido Ikari al momento de casarse con Yui Ikari. En la adaptación japonesa su seiyū es Fumihiko Tachiki, mientras que en doblaje español es Juan Carlos Gustems, y en el hispanoamericano es Humberto Solórzano.

### Los Eva
Otra de las principales características de Neon Genesis Evangelion la constituyen los biodroides denominados «unidades Eva», creados para la serie por Ikuto Yamashita. Su aspecto exterior es el de un gigantesco robot de combate —los típicos mechas del manga y anime—, pero detrás de esta imagen se esconden secretos que involucran el origen de los seres humanos y su relación con los ángeles. Aunque muchos Eva son mencionados en la serie, solo tres de ellos son mostrados en acción durante la mayor parte de la misma:
- La Unidad Evangelion 00 (零号機 Zerogōki?) es pilotada por Rei Ayanami. Esta es una unidad prototipo, por lo que sus capacidades son menores que el resto de las unidades. Su color externo es una combinación de blanco y azul, aunque originalmente era un naranja y blanco —colores universales para las unidades de prueba—; el cambio se debió a los daños en su integridad estructural y blindaje en la batalla contra el ángel Ramiel.[27] Su rasgo distintivo es su único ojo que posee en su rostro.

- La Unidad Evangelion 01 (初号機 Shogōki?) es la primera en hacer su aparición al enfrentarse al ángel Sachiel. Esta unidad fue construida en Japón, y su piloto asignado es el joven Shinji Ikari. Su color externo es una combinación de violeta oscuro y verde, y posee dos ojos en forma de ranura en el rostro, así como un cuerno en mitad de la frente. Parece poseer ciertas características ocultas de las que carecen el resto de las unidades, como la capacidad de continuar funcionando sin tener conectado su cable umbilical gracias a un modo llamado Berserk.[38] En el interior de la unidad 01 se encuentra el alma de Yui Ikari, la madre de Shinji, que fue absorbida tras alcanzar un nivel de sincronización superior al 400%, al iniciar los experimentos de activación de la unidad 01.[39]

- La Unidad Evangelion 02 (弐号機 Nigōki?) está asignada a la piloto Asuka Langley Sōryū, también de catorce años. Fue construida en la Tercera Rama de Nerv en Alemania, y es la primera unidad construida fuera de Japón. El color predominante en su cuerpo es el rojo, y en su rostro se aprecian cuatro ojos. Fue la primera unidad creada exclusivamente para el combate; después de la construcción del Eva-02 no habría más prototipos, el 02 sería el inicio de una era de construcción de Eva en masa. En su interior se encuentra parte del alma de Kyoko, madre de Asuka. Se deduce —según la serie, películas y videojuegos— que la parte «maternal» de Kyoko fue absorbida en un experimento de «contacto» con el Eva tal y como lo hizo Yui Ikari, solo que Kyoko pudo salir viva de este. No obstante, sufre un daño psicológico irreversible manifestado en un estado de delirio y su posterior suicidio.[41]

### Ángeles
Los principales antagonistas de la serie son los ángeles, unos misteriosos seres cuyos nombres y atributos provienen de la angelología. Su tamaño va desde lo gigantesco hasta lo microscópico, y no existe una forma común para todos ellos. Se dice que están compuestos de una materia «con propiedad de partícula y onda a la vez», pero que su genoma es, en términos de arreglo y coordenadas, un 99.89% igual al humano. Su origen, sino hasta bien adentrada la serie, cuenta que son la progenie de Adán, el primer ángel, y que su objetivo es llegar hasta el segundo, Lilith, que se halla en lo más profundo del Geofront. La razón exacta de ese deseo nunca es revelada, aunque se deja entrever que si alguno llega hasta su objetivo ocurriría el fin de la humanidad. El nombre genérico de los ángeles es originalmente shito (使徒 apóstol?), en lugar de la palabra para «ángel», que sería tenshi (天使 ángel?).

## Origen y producción

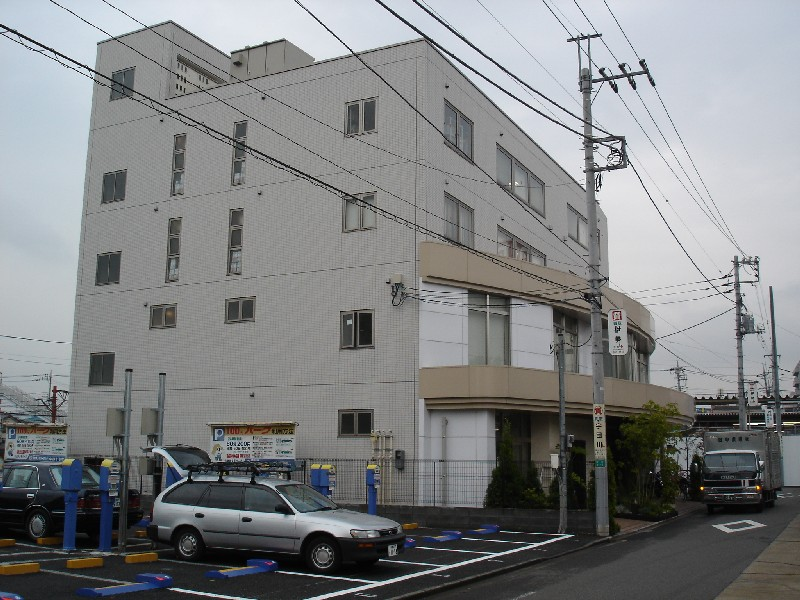
Estudios de Gainax en Tokio.

Los planes de producción en el estudio Gainax comenzaron en julio de 1993, prolongándose hasta 1996. Hideaki Anno trabajó como director, coproductor, codiseñador y coescritor de personajes con Yoshiyuki Sadamoto, así como codirector artístico con Hiroshi Kato. También participaron el subdirector Kazuya Tsurumaki, el guionista Akio Satsukawa y el diseñador artístico Ikuto Yamashita, que creó junto a Anno los diseños de los Eva, mientras que los productores fueron Noriko Kobayashi y Yutaka Sugiyama. Las animaciones fueron parte del estudio Production I.G y Studio Ghibli, así como Tokio TV y Tatsunoko. En marzo de 1992, Gainax había comenzado la planificación y la producción de una película de anime llamada Aoki Uru, que iba a ser una secuela de Royal Space Force: The Wings of Honneamise ambientada en un futuro situado 50 años después de los eventos de la primera película; al igual que la anterior, la secuela continuaría con el argumento de un grupo de pilotos de combate. Sin embargo, el presupuesto no era suficiente para el proyecto propuesto, y por ello el estudio se vio en dificultades financieras. Cuando el proyecto fue terminado en 1992 —en el mismo mes en que Neon Genesis Evangelion fue planeado—, el estudio comenzó a recortar gastos en la medida de lo posible. Entonces, en septiembre de 1994, el grupo de empleados de Takami Akai, que trabajaba en el videojuego Princess Maker 2, se separó de la empresa y fundó la firma AkaiI.
Hideaki Anno había sufrido una grave depresión en el período anterior a la producción de la serie, lo que influyó notablemente en el contenido de esta. Con la idea de una nueva producción, Anno recuperó la vitalidad, y a partir del tema básico de Aoki Uru, el concepto de «no huir», se desarrolló Neon Genesis Evangelion. La serie fue originalmente concebida como una lejana secuela del anterior éxito de Gainax, Fushigi no Umi no Nadia, pero las conexiones entre ambas hubieron de ser cercenadas debido a que los derechos de autor de Nadia se encontraban en poder de NHK, volviendo a Evangelion una historia independiente. Inicialmente se propuso que, con las ideas de Anno, la producción debía ser lo suficientemente atrayente como para aumentar el número de otakus en la sociedad. Por ello, el argumento fue concebido como una batalla entre humanos y dioses. En un principio se había sugerido un protagonista femenino, al igual que anteriores producciones del estudio como Gunbuster o Fushigi no Umi no Nadia, planeándose un diseño similar al posterior personaje de Asuka; pero esta idea fue rechazada debido a su repetido uso en las otras producciones, así como porque se juzgó que un protagonista masculino sería más adecuado como piloto de combate. La idea de que las almas de las madres fallecidas de los pilotos perdurasen dentro de los Eva fue propuesta por Yoshiyuki Sadamoto después de que viese un documental televisivo sobre el que luego se inspiraría para los sistemas A-10. Con la temprana muerte de sus madres, los pilotos habrían sido sometidos a un desarrollo psicológico muy particular. Además, la relación de Asuka y Shinji se inspiró en la de Nadia y Jean de Fushigi no Umi no Nadia, mientras que Rei estaría diseñada como un contraste con Asuka.
Originalmente, el argumento de la serie fue planeado de otra manera. El primer episodio sería una batalla entre Rei y un ángel llamado Raziel, mientras que Shinji no pilotaría y lo vencería hasta que el Eva-00 resultase seriamente dañado. Si bien la mayoría de los episodios siguientes siguieron el concepto original, a partir del episodio 13 el guion sufrió diversos cambios. El desenlace consistiría en el advenimiento desde la Luna de los últimos doce Ángeles. Rei sería derrotada y «su secreto sería revelado». Al «acercarse la hora prometida, cuando la humanidad retornase a la nada», y contra los deseos de Gendō, la ONU decidiría abandonar el Proyecto de Complementación Humana para centrarse en la destrucción de los últimos ángeles. Los personajes permanecerían en el laboratorio de evolución artificial ubicado en la profundidad del Geofront, donde buscarían la «ancestral ruina y clave a todo, Aluka [quizás Arca], la tierra prometida». En el episodio final, el laboratorio sería destruido y se «completarían todos los secretos y dramas».
Hideaki Anno quería que con la serie se revitalizase el género del anime y tomase una nueva dirección. El personaje de Shinji es la constatación del propio Anno en un sentido simbólico y no literal. El director introdujo, especialmente en la segunda parte, mucho de sí mismo; no obstante, declaró que no le gustaban los comentarios al respecto. El guion de la serie se desarrolló durante la emisión de la misma, debido a que solo una parte del argumento conceptual se había aprobado. Así, la evolución de Evangelion fue influenciada por los comentarios de los fanes y el replanteamiento de Hideaki Anno, así como la falta de tiempo que se produjo hacia el final de la serie. El ataque de gas sarín en el metro de Tokio perpetrado por la secta Aum provocó que pudiese haber varias interpretaciones en el trabajo de Anno, por lo que fue cambiado para que los paralelismos con la realidad fuesen menos evidentes. Sin embargo, Anno comentó que detrás de los incidentes de la secta Aum y Neon Genesis Evangelion estaba el mismo problema de la diferenciación social entre sociedad y alienación.
Desde el episodio 16, «Al borde de la muerte y después...» (死に至る病、そして Shi ni itaru yamai, soshite?), se cambió la concepción de la serie y la trama se alejó cada vez más del proyecto original, dado que Hideaki Anno no estaba satisfecho con los resultados de su trabajo. La serie viró a una dirección más crítica, lo que fue rechazado por los fanes. Anno insistió en la presencia de escenas de sexo y de una comprensión de la vida real, ya que de esta forma se concienciaría al público, gente joven en su mayoría, para lo que les depararía la vida. Esto se debió a que en este período el director comenzó a leer libros de psicología y enfermedades mentales. Intrigado, quiso mostrar lo que ocurre en el espíritu humano. En esta ocasión, Anno quería crear y desarrollar algo nuevo para el anime. Según el director Kazuya Tsurumaki, el episodio 16 es la frontera entre las dos partes de la serie: la primera, llena de acción y la segunda, llena de monólogos. La segunda mitad provocó tensión en el equipo, ya que se estaba ignorando la planificación original y por tanto el tiempo, que era escaso. Algunos de los funcionarios querían detener la producción porque no parecía posible acabar la serie con la calidad suficiente. Los dos últimos episodios no fueron producidos con el guion original, sino que se rediseñaron.

### Desarrollo

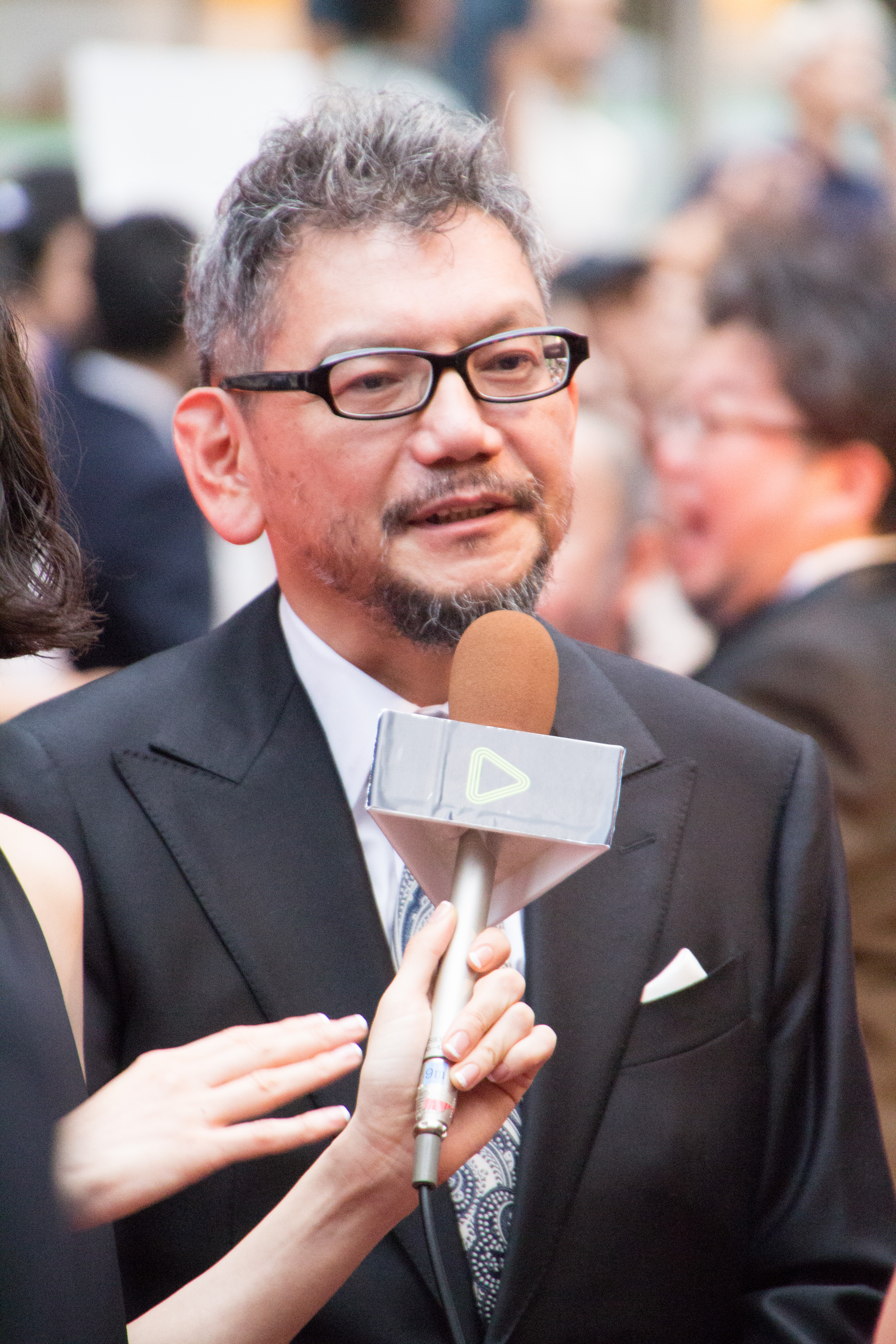
Hideaki Anno, creador de Evangelion.

La producción de Aoki Uru finalmente cesaría en julio de 1993: una película de anime de larga duración estaba un poco más allá de la capacidad financiera de Gainax, ya que muchos de sus patrocinadores principales habían cerrado o producían cantidades insuficientes de dinero:

General Products ha cerrado. Nos sacó del Wonder Festival —un mercado para garage kits, es decir, conjuntos de figuras de coleccionista de la serie— y garage kit en conjunto. No teníamos subcontratación de trabajo para producción de anime. Seguimos haciendo juegos de PC —Akai es una muestra de ello— pero no había mucho trabajo en nuestro camino. Con unos pocos centavos en los bolsillos, nos costó bastante pagar los salarios de todos. Finalmente, nos ordenaron detener la producción de Aoki Uru. Fuimos sencillamente incapaces de llevar el proyecto más allá.
Yasuhiro Takeda

Con el fracaso del proyecto, Anno, que tenía previsto desde el principio dirigir Aoki Uru, se quedó inactivo. Sin embargo, pronto conseguiría establecer un acuerdo de colaboración entre King Records y Gainax mientras bebía con Toshimichi Otsuki, un representante de King; con King Records garantizándole solvencia durante un tiempo, Anno se dedicó a hacer realidad su siguiente proyecto de anime. Debido a su entusiasmo por los elementos de Aoki Uru, la mayoría de estos fueron incorporados a la naciente Evangelion:

Uno de los temas clave en Aoki Uru había sido «no huir». En la historia, el personaje principal se enfrenta a la difícil tarea de salvar a la heroína... Huyó de algo en el pasado, así que decide que esta vez se queda ahí. El mismo tema fue llevado a Evangelion, pero creo que fue algo más que la transposición de un espectáculo de tema a otro...
Yasuhiro Takeda

La trama original de Evangelion se mantuvo relativamente estable a través del desarrollo, aunque algunos episodios tardíos cambiaron drásticamente desde las fluidas primeras concepciones; por ejemplo, originalmente había 28 ángeles y no 17, y el clímax se ocuparía de la derrota de los últimos 12 y no del Proyecto de Complementación Humana. Además, el aspecto de Kaworu Nagisa cambió de ser un anodino compañero de clase de los pilotos —que cambiaría a su «forma Ángel» para luchar— acompañado por un gato a su final y actual diseño, y varios otros cambios similares. La publicación de manga de Sadamoto causó problemas en muchas editoriales porque dijeron que «estaba demasiado pasado de moda para tener éxito»; el estilizado diseño de los mechas de Evangelion, aunque elogiado por su modernidad más tarde, fue inicialmente desaprobado por algunos de los posibles patrocinadores de animes mecha, en su mayoría fabricantes de juguetes, por ser demasiado difíciles de fabricar —posiblemente a propósito—, y se dijo que los diseños de los modelos de Evangelion «nunca se venderían». Finalmente, Sega accedió a conceder licencias a todos los juguetes y las ventas de videojuegos.
El primer episodio de Evangelion fue emitido el 4 de octubre de 1995, mucho después de lo que se había previsto. Su fama creció lentamente, en gran parte por el boca a boca. El episodio 16 marcó un cambio que caracteriza a la segunda mitad de Evangelion como más psicológica que de acción o aventura. Este cambio de énfasis se debe en parte al desarrollo de la historia, pero también porque a partir de este momento la producción había comenzado a quedarse sin tiempo por no cumplir con el calendario. Este colapso fue identificado por el subdirector de Gainax, quien explica por qué la serie tornó a la metaficción:

No me importa. El calendario fue un desastre total y el número de celdas se desplomó, por lo que hubo algunas partes donde lamentablemente la calidad sufrió. Sin embargo, la tensión del personal, ya que todo se hizo más desesperada y frenéticamente, sin duda apareció en la película... Por el tiempo en que el sistema de producción se iba completamente cayendo a pedazos hubo algunas opiniones en el sentido de que si no podemos hacer un trabajo satisfactorio, entonces ¿cuál es el punto de continuar? Sin embargo, no me sentía de esa manera. Mi opinión era «¿Por qué no les mostramos el proceso completo, incluida nuestra distribución?».
Kazuya Tsurumaki

Sin embargo, el episodio 18 dio bastante la sensación de que el arrebato de violencia del Eva-01 durante el mismo era «criticable por ser inadecuado en un programa de anime que era visto por niños», y el episodio 20 fue igualmente criticado por mostrar indirectamente a Misato y Kaji manteniendo relaciones sexuales. Con esta popularidad llegó el primer merchandising: «Genesis 0:1», VHS que contiene los dos primeros episodios. Aunque la serie celebró su final el 27 de marzo de 1996 con su último episodio, la historia aparentemente sigue inconclusa: no se define si el Tercer Impacto y el Proyecto de Complementación Humana han comenzado o terminado, pues los episodios se concentran principalmente en la psicología de los personajes, dejando muy poco claro lo que realmente sucede. El estilo radicalmente diferente y experimental de los dos últimos episodios dejó confusos a muchos fanes y dio lugar a debate y análisis, tanto académica como informalmente; incluso, una publicación principal como el Mainichi Times comentaría que «cuando el episodio 25 se emitió por primera vez, casi todos los espectadores se sintieron traicionados... Cuando el comentarista Eiji Otsuka envió una carta a la Yomiuri Shimbun quejándose del final de la serie Evangelion, el debate fue nacional».

### Temática y estilo
Evangelion es como un rompecabezas. Cualquiera puede verlo y encontrar sus propias respuestas. En otras palabras, permite pensar por sí mismo, de modo que cada uno crea su propio mundo. Nunca se darán todas las respuestas, ni siquiera en las películas. Muchos fanes de Evangelion tienen la esperanza de que se lance una suerte de libro Todo sobre Evangelion, pero eso no ocurrirá. No esperes a que otros te den la respuesta a tus preguntas, que te lo pongan todo delante. Todos tenemos nuestras propias respuestas.
Hideaki Anno

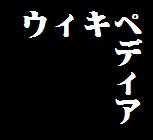
Título de un episodio de Evangelion, destacando el uso del texto blanco sobre fondo negro.

Aparte de la aparente temática dominante de la lucha entre Nerv y los ángeles, otros temas de la serie son el miedo al cambio y a la tecnología, así como la relación entre esta y el hombre, y el abuso de la ciencia. Además, la serie muestra el crecimiento interior y la búsqueda de la identidad de Shinji Ikari, siendo el Eva su propia representación y los ángeles los problemas que debe enfrentar. Los personajes sufren daño físico y psicológico, de manera que los Eva sirven como representaciones de protección.
Exteriormente, la serie está fuertemente influenciada por el anime mecha de los años 1970, género del que Anno fue un gran aficionado. En la segunda mitad se incrementa el trabajo con texto en blanco sobre fondo negro, un método usado anteriormente por Jean-Luc Godard. Este texto conecta con el ánimo de los personajes, sobre todo con Shinji, y se usa en mayor medida en los dos últimos episodios. A diferencia de las películas de anime Akira y Ghost in the Shell, que también fueron lanzadas en esa época, Neon Genesis Evangelion no tiene imágenes detalladas, usadas para dar más información, sino escenas rápidas. Sin embargo, en otras escenas sí se usan imágenes complejas, así como otras en las que se muestra una imagen fija por un largo tiempo, o con movimientos lentos en una dirección. En cuanto a la tecnología de animación, como todas las creaciones de Gainax, Evangelion fue producida con animación limitada. Esto es usado por Hideaki Anno en las escenas en que un objeto se mueve en contraste con el fondo, con el fin de lograr una sensación de profundidad. En la última parte de la serie, sobre todo los dos últimos episodios, se usan con frecuencia secuencias de imágenes simples, texto e imagen. Los cortes son deliberadamente rápidos o lentos. Estos dos capítulos están desprovistos del habitual estilo de la serie, y son descritos por los críticos japoneses Eiji Otsuka y Tetsuya Miyazaki como «una purificación mental» o «una psicoterapia».

## Inspiración y simbolismo
Evangelion está lleno de alusiones a la maternidad, a la biología, los conceptos militares, religiosos y psicológicos, así como numerosos homenajes y referencias a otras series de anime. Por ejemplo, la trama básica de esta obra se había visto en otras, como en Space Battleship Yamato, una tendencia que le valió el apodo de «anime remixado». Esta tendencia de Anno ha sido criticada como plagio. No obstante, Anno se ha defendido negando la posibilidad de crear una obra enteramente original sin referencias a otra:

Ya no hay espacio para la originalidad absoluta en el ámbito del anime, especialmente teniendo en cuenta que nuestra generación creció bajo cantidades masivas de anime. Todas las historias traen consigo una inevitable sensación de déjà vu. La única manera de expresión abierta para nosotros es un collage de obras ya existentes.
Hideaki Anno

La gente que hace anime y la gente que lo ve quieren ver las mismas cosas. Los creadores han estado haciendo la misma historia durante 10 años, los espectadores parecen estar satisfechos y no hay sentido de urgencia. No hay futuro en eso.
Hideaki Anno

Independientemente, Anno parecía tener la esperanza de revitalizar el género del anime —visto como inerte y moribundo a inicios de la década de 1990— y restaurar la originalidad con la creación de un nuevo anime. Este deseo también fue la razón por la que Anno quiso crear Rebuild of Evangelion:

Muchos y diferentes deseos nos incitan a crear una nueva película de Evangelion. [...] El deseo de luchar contra la continua tendencia del estancamiento en el anime. El deseo de apoyar a la fuerza del corazón que existe en el mundo. [...] Muchas veces nos preguntamos, «Es un título de 10 años de edad. ¿Por qué ahora?». «Eva es demasiado viejo», sentimos. Sin embargo, en los últimos 12 años no ha habido ningún anime más reciente que Eva.
Hideaki Anno

La interpretación de los símbolos y los conceptos varía de individuo a individuo, no está claro cuántos son intencionales o significativos, ni si se limita a elementos de diseño o de las coincidencias. El mismo Anno dijo «puede ser divertido si alguien con tiempo libre lo investiga». También se hacen referencias a acontecimientos históricos. El Primer Impacto, por ejemplo, está basado en el impacto de un meteorito que produjo la creación del satélite natural de la Tierra; por su parte, los ataques individuales de los ángeles se han interpretados como una referencia a la guerra del Pacífico, vista desde el punto de vista japonés. Muchos nombres de personajes provienen de buques de guerra japoneses de esta época, como el Sōryū, el Akagi y el Katsuragi, aunque escritos con diferentes kanjis con la misma pronunciación. Nombres de otros personajes hacen referencia a obras de ficción, como los nombres de dos personajes de la novela de Ryu Murakami, Ai to Genso no Fascism: Kensuke Aida y Tōji Suzuhara. Hay homenajes de varios clásicos de la ciencia ficción. El título del último episodio, «La bestia que pedía amor a gritos desde el centro del mundo», está tomado del cuento La bestia que gritaba amor en el corazón del universo de Harlan Ellison, mientras que el uniforme de Gendō Ikari es una referencia a Space Battleship Yamato, otra famosa serie de anime. Además, Anno fue influenciado por Devilman (Go Nagai), Mobile Suit Gundam y Space Runaway Ideon (Yoshiyuki Tomino). La relación de comandante y subordinado entre Gendō y Fuyutsuki fue tomada de la serie de televisión UFO.

### Teoría psicológica y psicoanalítica

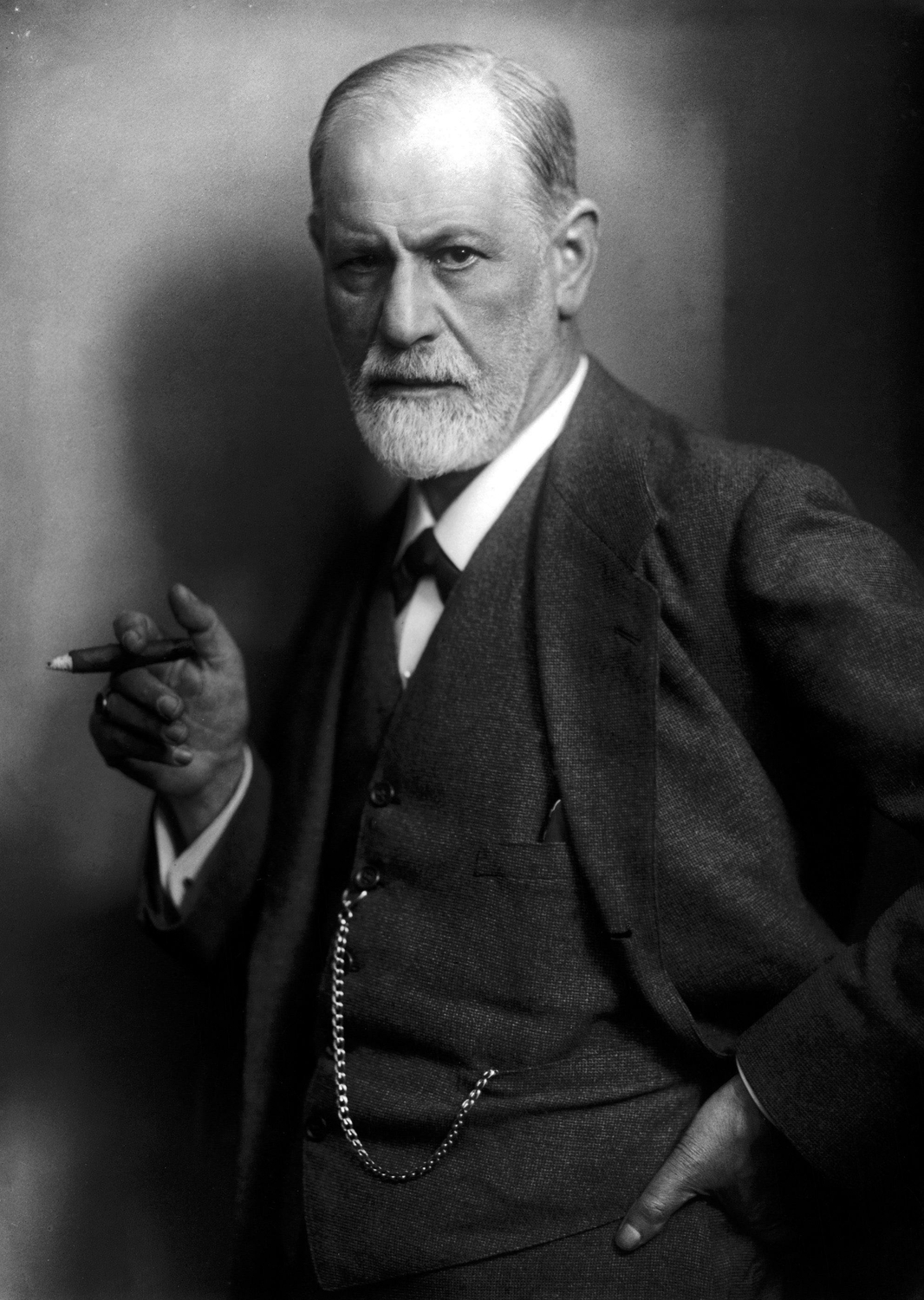
Sigmund Freud, fundador del psicoanálisis.

Evangelion ha sido durante mucho tiempo considerada como una expresión profundamente personal de la lucha interna de Hideaki Anno. Desde el comienzo, Evangelion invoca muchos temas psicológicos, ya sea a través de frases usadas en los episodios, en los títulos de los mismos o en los nombres de la música de fondo, los cuales derivan con frecuencia de Sigmund Freud, y posiblemente con algunas influencias lacanianas en general. Los ejemplos incluyen «Tánatos», «Oral Stage», «Separation Anxiety» y «Mother is the first Other». El paisaje y los edificios de Tokio-3 parecen cargados de importancia psicológica, incluso en el primer episodio. Asimismo, el dilema del erizo, un concepto descrito por el filósofo Arthur Schopenhauer y más tarde adoptado por Freud, es el subtítulo del cuarto episodio y es mencionado por la Dr. Akagi para describir la relación de Shinji Ikari y Misato. Más tarde en el mismo episodio, Misato acepta la partida de Shinji como lo mejor para él, dado que su cercanía solo les conlleva dolor. Por su parte, las personalidades de los tres personajes protagonistas evocan diversas patologías mentales: Shinji ostenta una personalidad oral, Rei la esquizofrenia, y Asuka el trastorno narcisista de la personalidad.
Muchos de los personajes tienen profundos traumas psicológicos en relación con sus padres. La introversión y ansiedad social de Shinji derivan de la muerte de su madre en una edad temprana y del abandono por parte de su padre. Asuka Langley fue blanco de la locura de su madre, y ella misma descubrió su cadáver ahorcado; su dura e intimidante personalidad es una forma de distraerse a sí misma de su dolor, y ha hecho que pilotar la unidad 02 sea su única fuente de orgullo y satisfacción. El padre de Misato la descuidó cuando era niña; después de que muriese en el Segundo Impacto, ella dejó de hablar durante dos años. En el episodio 15 Misato afirma que Ryōji Kaji la atrae en parte porque le recuerda a su padre. De hecho, los dos últimos episodios están «privados de la alta tecnología y las coloridas imágenes que caracterizaban a los anteriores capítulos de la serie; estos dos últimos capítulos tienen lugar primordialmente en tonos apagados. [...] Una forma de interrogatorio es llevada a cabo por Shinji preguntándose a sí mismo —o se le pide por medio de una voz invisible— preguntas de sondeo psicológico». Las preguntas obtienen respuestas inesperadas, en particular las que tienen que ver con la motivación de Shinji para pilotar el Eva: se siente sin valor y temeroso de otros —especialmente de su padre— si no está pilotando el Eva.
Asuka Langley y Rei Ayanami también muestran una profunda introspección y consideración en su psique. Asuka llega a la conclusión de que todo su ser está en pilotar el Eva y que sin ello no tiene identidad personal: «Soy basura... Nadie necesita un piloto que no puede controlar su propio Eva». Rei, que en toda la serie muestra una cantidad muy limitada de emociones, revela que posee una inclinación hacia la muerte: «Soy feliz. Porque quiero morir, quiero volver a la nada». En el episodio 25 Shinji y Asuka demuestran que sufrieron pasados similares y encontraron diferentes formas de superarlo. Esto se establece en Shinji cuando afirma que no puede vivir sin su Eva, pero luego reniega de esa idea en el último episodio. A través de los eventos de la serie, la inmersión de Shinji en el interior de su Eva constituye una suerte de "retorno al útero" freudiano. La distanciada relación de Shinji con su padre Gendō y su atracción hacia Rei, un clon de su propia madre Yui, están modeladas a partir del complejo de Edipo postulado por Freud. Todo esto convierte Evangelion en receptáculo de múltiples influencias edípicas, representadas por sus sentimientos de amor y odio hacia sus figuras paternas. El último episodio, en el que el joven concluye sus reflexiones con «A mi padre, gracias» y «A mi madre, adiós», constituye por tanto una reconciliación de Shinji con dichas figuras, simbolizando que ha alcanzado un entendimiento con su padre y emergido de su anterior dependencia materna.

### Religión

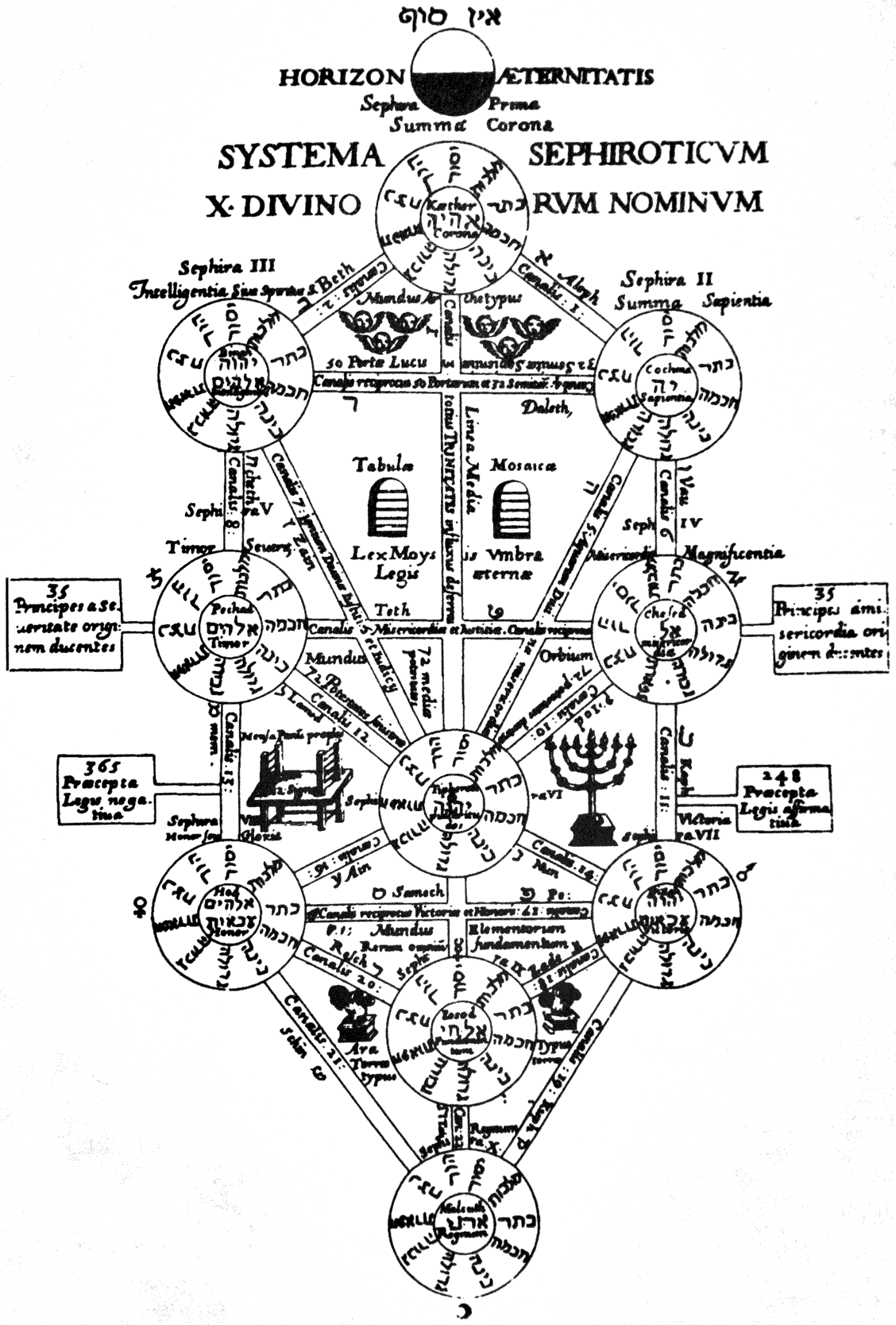
El Sefirot aparece en esta serie como el Árbol de la Vida, junto con muchas otras referencias a la cábala.

Además de las influencias psicológicas y filosóficas, en Evangelion también abundan las alusiones a religiones exóticas para Japón, como el judaísmo y el cristianismo, que juegan un papel central. Esta caracterización se debió a un intento de hacer la serie más interesante y atrayente. Un ejemplo de estas referencias es que los conocimientos de la organización Seele se basan en los manuscritos del mar Muerto. También se usan elementos de la cábala, como el Sefirot y el árbol de la vida. Los ángeles son una referencia a los ángeles del Antiguo Testamento, basados ampliamente en la angelología. La Lanza de Longinus es una reminiscencia a la Lanza Sagrada, con la que Longino atravesó el costado de Jesús en la cruz; sin embargo, según Patrick Drazen la lanza tiene también otros significados, siendo los de la lanza usada por los dioses sintoístas Izanagi e Izanami para crear el mundo. Por Drazen, los personajes Shinji, Asuka y Rei pueden ser vistos como la encarnación de los dioses Susanoo, Uzume y Amaterasu: Shinji, al igual que Susanoo, no es aceptado por su entorno; Asuka es como Uzume, orgullosa y fiera; mientras que Rei, como Amaterasu, vuelve a «nacer».
En la serie existe una compañía fantasma llamada Instituto Marduk, que hace referencia al dios principal de la religión babilónica; la empresa tiene 108 sucursales, el mismo número de pecados del budismo. Por otra parte, la forma de los Eva recuerda a los onis de la mitología japonesa, así como en sus atributos. En el episodio 9, Asuka describe la puerta corrediza entre ella y Shinji como «el muro de Jericó», que en el Libro de Josué fue un muro impenetrable que fue derribado por los ejércitos de Israel al sonar las trompetas de Yavé. Así mismo, la escena entera en la que Asuka divide el espacio de la habitación entre ella y Shinji también es una referencia a la película de Clark Gable Sucedió una noche. Los superordenadores Magi se llaman Melchor, Gaspar y Baltasar, nombres dados tradicionalmente a los sabios que visitaron a Jesús en Belén. El subdirector Kazuya Tsurumaki dijo que originalmente solo se usó la simbología judeocristiana con el fin de atraer un público mayor al de sus competidores del género mecha, y que por tanto podría no tener un único significado, Hiroki Sato, jefe del Departamento de Relaciones Públicas de Gainax, hizo declaraciones similares.
Las explosiones causadas por los ataques de los ángeles tienen una forma similar a la cruz cristiana.

### Alusiones
Neon Genesis Evangelion y, en especial el Proyecto de Complementación Humana, muestra estar influenciado enormemente por la novela de Arthur C. Clarke titulada El fin de la infancia, hecho que Anno ha reconocido. Evangelion también muestra influencias del autor de ciencia ficción Paul Linebarger, conocido por su seudónimo, Cordwainer Smith. Otras alusiones de ficción es la obra de Philip K. Dick The Divine Invasion y las series de televisión The Prisoner, Thunderbirds, Ultra Seven, UFO, La amenaza de Andrómeda, e incluso The Hitcher. Los temas existenciales de la individualidad, la conciencia, la libertad, la elección y la responsabilidad son muy mostrados en toda la serie, especialmente a través de la filosofía de Jean Paul Sartre y Søren Kierkegaard. El título del episodio 16, «Al borde de la muerte y después, enfermedad mortal» (死に至る病、そして Shi ni itaru yamai, soshite?) es una referencia a este trabajo. El Proyecto de Complementación Humana puede estar inspirado por la filosofía de Georg Wilhelm Friedrich Hegel.

## Contenido de la obra

### Anime
| Director                         | Hideaki Anno                                              |
| Creadores originales             | Hideaki Anno                                              |
| Composición y guion              | Hideaki Anno Masayuki                                     |
| Dirección artística              | Hiroshi Kato                                              |
| Animación y diseño de personajes | Yoshiyuki Sadamoto                                        |
| Diseño de color                  | Harumi Takahoshi                                          |
| Edición                          | Sachiko Miki                                              |
| Planificación                    | Yoshio Obara                                              |
| Efectos de sonido                | Toru Noguchi                                              |
| Música                           | Shiro Sagisu Fujimaru Yoshino Hideaki Anno Hidetoshi Sato |

El anime de Evangelion fue dirigido por Hideaki Anno, animado por Gainax y Tatsunoko Production, y producido por las compañías japonesas NAS y TV Tokyo. Comenzó a transmitirse en Japón el 4 de octubre de 1995 hasta su final el 27 de marzo de 1996, con un total de 26 episodios de unos 25 minutos de duración cada uno.
La serie también ha sido lanzada en formato DVD. La versión en español de estos DVD fue distribuida por Selecta Visión en España. Posteriormente la serie fue relanzada bajo el nombre de Renewal of Evangelion en nueve videos en formato DVD, que fueron lanzados por separado desde el 26 de marzo de 2003 hasta el 22 de octubre de 2003. Un box-set, que incluye todos los videos, excepto el primer DVD, fue lanzado el 25 de junio de 2003. Las diferencias con la versión original se dan en la remasterización del sonido y las imágenes. Ahora el sonido está en formato Dolby 5.1. Se agregaron sonidos nuevos y algunos diálogos, así como mejoras en el color y la nitidez de las imágenes. Contiene tanto los episodios 21 a 24 como 21' a 24' —es decir, los episodios con las escenas llamadas «Director's Cut»—, aunque respecto al 23, han sido omitidas las imágenes de la escena de Ritsuko Akagi hablando frente a los clones de Rei Ayanami en las instalaciones del dummy system.
El doblaje en español del anime se realizó en tres versiones diferentes, dos en México para Hispanoamérica y otra en España. El doblaje en España fue realizado en los estudios Q.T: Lever, mientras que fue transmitido por AXN, Buzz y Cuatro. En Hispanoamérica el doblaje fue realizado por Román Sound para la primera versión y por New Art Dubb para la versión Renewal. La primera fue supervisada y estrenada por Locomotion, que más adelante sería distribuida en la región latinoamericana por Xystus y emitida por otros canales de televisión como I.Sat, y la segunda fue emitida por Animax. Otras cadenas que lo han emitido han sido Adult Swim —Estados Unidos—, así como Animax —Hungría, Hong Kong, Portugal—, Sci Fi, entre otras. A finales de 2018, Netflix anunció la adquisición de los derechos de transmisión a nivel mundial de la serie y las películas Evangelion: Death (True)² y The End of Evangelion, las cuales por cuestiones de licencias, contarían con un nuevo doblaje para cada región. El estreno se dio el día 21 de junio de 2019, y la versión agregada al catálogo de dicha plataforma fue Renewal of Evangelion. Por cuestiones de derechos, el tema de cierre «Fly Me to the Moon» fue reemplazado por «Rei I» de la banda sonora de la serie.

### Manga
El manga de Neon Genesis Evangelion fue creado por Yoshiyuki Sadamoto, quien fue el encargado de diseñar los personajes para el anime. Publicó el manga en Kadokawa Shoten, siendo su primera aparición en la revista Shōnen Ace en diciembre de 1994; su publicación fue antes que el anime para aumentar el interés del público. En 2008, fue anunciado que pasaría a la revista de Kadokawa Young Ace. Este manga no sigue fielmente los hechos de la serie, sino que es una segunda interpretación de la historia. Al tener la posibilidad de narrar la historia en formato manga, Sadamoto optó por cambiar varios aspectos del desarrollo. Creó así gran cantidad de escenas nuevas o muy distintas y dio explicaciones más claras y directas a enigmas que en el anime solo se pudieron inferir. La impresión de la portada fue realizada en México con el logo de Evangelion, y con el nombre escrito en inglés en Estados Unidos. La publicación de este manga en Argentina está a cargo de la editorial Ivrea, en México del Grupo Editorial Vid y en España de Norma Editorial.
Además del manga de Sadamoto, Evangelion ha visto lanzados otros tres. El primero fue Neon Genesis Evangelion: Angelic Days de Fumino Hayashi, publicado en 2003 y finalizado en 2005, y basado en el videojuego Neon Genesis Evangelion: Girlfriend of Steel 2nd. Dos años más tarde le siguió Neon Genesis Evangelion: Shinji Ikari Raising Project, creado por Osamu Takahashi y también basado en un videojuego homónimo. Luego, en 2007, fue publicado Neon Genesis Evangelion: Gakuen Datenroku, escrito por Ming Ming y finalizado en 2009; este manga utiliza gran parte de los personajes y conceptos de Evangelion en una temática diferente a la del anime.

### Películas

#### Death and Rebirth
Death and Rebirth es la primera película de la franquicia y se estrenó en los cines de Japón el 19 de marzo de 1997. La película consiste en dos secciones: Death, que es una recapitulación de la serie que gira en torno a un concierto de cuerdas con Shinji, Asuka, Rei y Kaworu donde se van mostrando escenas de la serie relativas a cada personaje; y Rebirth, una animación totalmente nueva que conforma la primera parte de su nuevo final. Debido a falta de tiempo, esta parte no fue terminada completamente al momento del lanzamiento, y solo los primeros 27 minutos de un total de 40 fueron estrenados. The End of Evangelion, la segunda película, contiene los 40 minutos correspondientes a Rebirth. Esta película tuvo dos reediciones lanzadas más tarde llamadas Death (True) y Death (True)² —esta última incluida en Revival of Evangelion— que contenían algunas escenas rediseñadas.

#### The End of Evangelion
Es la segunda película de Evangelion, la cual se estrenó en cines el 19 de julio de 1997. Su nombre originalmente iba a ser Evangelion: Rebirth II, pero se decidió dejarlo finalmente en The End of Evangelion. Está compuesta de dos partes: Air y Magakoro wo, kimi ni, también conocidas como los episodios 25' y 26', ya que vendrían a ser la contraparte de los episodios 25 y 26 originales. Hay dos versiones de esta película, de cine y de vídeo. En el lanzamiento de la edición de vídeo se incluían dos compilaciones llamadas Genesis 0:13 y Genesis 0:14, en las que se venían incluidos los capítulos 25 y 25' y 26 y 26', respectivamente. Las versiones de cine y vídeo tienen pequeñas diferencias en el final del episodio Air, tales como la inclusión de créditos o avance de la siguiente parte de la película.

#### Revival of Evangelion
Revival of Evangelion es la unificación de las dos primeras películas, con remasterización de video y sonido. Se lanzó únicamente en Japón en marzo de 1998 en formato video y es considerada como el final que Gainax quería para Evangelion y que por diferentes razones no pudieron conseguir. Revival of Evangelion está compuesta por Death (True)² y The End of Evangelion; la parte Rebirth de Death and Rebirth es removida y queda como parte definitiva de The End of Evangelion.

#### Rebuild of Evangelion
El 1 de septiembre de 2007 se estrenó Evangelion: 1.0 You Are (Not) Alone, la primera película de la tetralogía llamada Rebuild of Evangelion, expresión en inglés de «Reconstrucción de Evangelion». Esta vez la producción corrió a cargo del Studio Khara en colaboración con Gainax. Khara es el nuevo estudio de Hideaki Anno, para el cual ha logrado reclutar gran parte de la plantilla original que produjo la serie en Gainax.
Rebuild of Evangelion, considerada originalmente un remake de la serie, utiliza los elementos de la historia narrados en el anime, pero deja un poco de lado los temas psicológicos para enfocarse más en la acción y así llamar la atención de los espectadores casuales. Consiste en las siguientes películas:
- Evangelion: 1.0 You Are (Not) Alone, adaptación relativamente fiel de los primeros seis episodios. No obstante, cuenta con escenas totalmente nuevas y aprovecha los recientes avances de la animación por computadora.

- Evangelion: 2.0 You Can (Not) Advance, se estrenó el 27 de junio de 2009 con nuevos Eva, Ángeles y personajes. Debido a esto, se ha dejado entrever que posiblemente Rebuild of Evangelion no sea un remake de la serie, sino una historia alternativa.

- Evangelion: 3.0 You Can (Not) Redo, llegó a los cines japoneses el 17 de noviembre de 2012. Transcurre 14 años después de los eventos de 2.0; contiene un guion totalmente nuevo con poco apego a la serie original.

- Evangelion: 3.0+1.0 Thrice Upon a Time, la cuarta y última película de la saga Rebuild. Se estrenó el 8 de marzo de 2021,[139] después de varios años de retraso y especulación sobre su lanzamiento.[140][141] Generó 800 millones de yenes en su primer día de exhibición en Japón, según el estudio Khara, lo que equivale a 7 millones USD.[142] Para mayo de ese año se había convertido en la película más remunerada de Anno, con 8.28 mil millones de yenes generados en taquilla, iguales a 75 millones USD.[143]

#### Película de imagen real
El desarrollo de una película de imagen real de Evangelion, largamente anticipado por la comunidad de fanes, fue anunciado en el Festival de Cine de Cannes el 21 de mayo de 2003 por Gainax, Weta Workshop Ltd. y ADV Films —por entonces principal distribuidor de la serie fuera de Asia y Australia. Las primeras informaciones del proyecto hablaban de que ADV estaba reuniendo «la mitad de los 100 a 120 millones de dólares necesarios para producir la película», y que Weta había empezado a trazar arte conceptual.
A medida que pasaban los años, sin embargo, el proyecto empezó a mostrar señas de dificultades en su desarrollo. En la Anime Expo 2008, los fundadores de ADV, Matt Greenfield y John Ledford, revelaron que habían contratado como productor a John Woo, después de haber considerado otros nombres como Jerry Bruckheimer y Steven Spielberg, y que la producción había reunido interés gracias al estreno de Transformers en 2007. En el Ohayocon de 2009, Matt Greenfield anunció que varios estudios de Estados Unidos estaban compitiendo por los derechos del proyecto, prometiendo el anuncio oficial de los componentes del equipo de producción en nueve meses. Aunque el súbito colapso y posterior venta de AD Vision en septiembre de 2009 causó dudas sobre la viabilidad del proyecto, Greenfield, Ledford y el productor Joseph Chou insistieron en que este seguía en funcionamiento, y que estaban buscando un director. En agosto de 2011, AD Vision demandó a Gainax bajo el argumento de que su negativa a aceptar una opción de pago por los derechos de la película Evangelion era un incumplimiento del contrato y que como resultado habían perdido la oportunidad de producir la película con un estudio importante.

### Videojuegos
El primer videojuego de la serie, Neon Genesis Evangelion: 1st Impression, fue lanzado para Sega Saturn el 1 de marzo de 1996, poco después de la primera emisión de Evangelion. Ambientado después del octavo episodio, presentaba una historia original con respecto a la serie, con una dinámica de RPG y vídeos con las voces de Evangelion. Un año después, se lanzó una secuela llamada Neon Genesis Evangelion: 2nd Impression, de la misma productora y con una estructura similar. Más tarde, en 1998, fue lanzado Neon Genesis Evangelion: Girlfriend of Steel, cuya historia se originaba con la aparición del Jet Alone en la serie, completa con nuevos personajes e historias. Varios otros juegos de muy diversa temática fueron lanzados después, como Secret of Evangelion y Evangelion: Battle Orchestra. Ese mismo año se lanza para la Nintendo 64 el videojuego Neon Genesis Evangelion el cual sólo fue lanzado en Japón. En 2003, Gainax lanzó una novela visual llamada Neon Genesis Evangelion: Girlfriend of Steel 2nd, que exploraba el universo alterno visto en el episodio 26 en una temática de comedia romántica. Este juego tuvo su propia adaptación al manga de la mano de Fumino Hayashi, conocida como Neon Genesis Evangelion: Angelic Days.

### Banda sonora
Se publicaron diversos álbumes con la música de fondo del anime y películas, compuestas casi en su totalidad por Shirō Sagisu, quien recibió el premio Animation Kobe 1997 por la "Mejor banda sonora" por los tres álbumes del BSO de la serie de televisión. Uno de los puntos a destacar es la tema de apertura de la serie, «Zankoku na Tenshi no These» (残酷な天使のテーゼ Zankoku na Tenshi no Tēze?, lit. Tesis de un ángel cruel), obra de Neko Oikawa, Hidetoshi Satou y Yōko Takahashi. Igualmente famoso es su tema de cierre, «Fly Me to the Moon» originalmente de Bart Howard, que cuenta con la interpretaciones de diferentes las actrices de voz de la serie y cuya versión principal es interpretada por Claire Littley, cambiando según el episodio.
Fueron lanzados tres álbumes con la banda sonora de la serie, y cuyo tercer volumen le brindó a Sagisu el premio de Animation Kobe al mejor trabajo musical de 1997. Además se produjeron diversos álbumes una vez finalizado el anime: Neon Genesis Evangelion: Addition y otros varios álbumes de estudio; una serie de cuatro álbumes llamados Neon Genesis Evangelion Classical que contenían música clásica de Beethoven, Verdi y Bach, entre otros; y compilaciones como Neon Genesis Evangelion Decade. Las dos películas que le siguieron contaron con diversas piezas reconocidas de música clásica, los temas propios del anime, además de nuevas composiciones de Sagisu y sencillos vocales.
En Death los pilotos se reúnen para una práctica musical, mientras espera Shinji toca parte del preludio de Suite para violonchelo solo n.º 1 en sol mayor, BWV 1007, luego llega Asuka y comienza el tercer movimiento de Partita para violín solo n.º 3 en mi mayor, BWV 1006, y en cuanto ya están todos ejecutan Canon para cuarteto de cuerdas, de Johann Pachelbel. En un juego con la tensión ambiental, apacibles obras de música clásica son interrumpidas por «recuerdos» de gran angustia existencial. Al igual que el capítulo 24, parte del cuarto movimiento de la Sinfonía n.º 9 de Ludwig van Beethoven se oye tras revelarse el último ángel; luego el clímax se distiende violentamente y da paso a unos calmados créditos con Canon para orquesta de cuerdas. A su vez, Rebirth finaliza con «Tamashii no Refrain» (魂のルフラン Tamashii no Rufuran?, lit. Estribillo del Alma) de la cantante Yoko Takahashi.
Entre las piezas de The End of Evangelion se encuentran el movimiento Air de Suite para orquestra n.º 3 en re mayor, BWV 1068 y Jesús, alegría de los hombres para piano, mientras que temas como «Manatsu no Shuen» y «Huan to no Mitsugetsu» exacerban la tensión. El tema orquestal «Heisoku no Kakudai» destaca en el desenlace de la película. Contó con las canciones en inglés «Thanatos (If I Can't Be Yours)» (Tánatos [Si no puedo ser tuya]) con la voz de Loren & Mash en los créditos de Air y luego de Magakoro wo, kimi ni y «Komm, süsser Tod» (Ven, dulce muerte en alemán; quizás una referencia a la pieza homónima de Bach), para piano, órgano Hammond y orquesta con la interpretación de Arianne acompañada de secciones corales. Esta última fue utilizada durante el Tercer Impacto, y sus letras, creadas por Anno y adaptadas al inglés por Mike Wyzgowski, delatan el deseo de Shinji de volver a la nada. Su sonido tiene cierto parecido a «Hey Jude» de The Beatles. Como de costumbre Sagisu se encargó de la música ambiental de Rebuild of Evangelion, arreglando los temas del anime y componiendo otros nuevos. En Evangelion: 1.0 You Are (Not) Alone arregló junto a Toshimichi Otsuki los temas del anime para su ejecución por la London Studio Orchestra, cuyo clímax corresponde al coral inédito «Angels of Doom». En las dos entregas siguientes predominan las pistas para orquesta acompañada de un coro estridente, a modo de sinfonía coral e imitando el desenlace de la Novena. En Evangelion: 2.0 You Can (Not) Advance sobresalen «The Final Decision We All Must Take» y «Tsubasa wo kudasai», compuesta por Kunihiko Murai e interpretada por Megumi Hayashibara. «Gods Message» y «From Beethoven 9» hicieron lo propio en Evangelion: 3.0 You Can (Not) Redo. Por su parte, Utada Hikaru interpreta los temas de cierre de todas las entregas, en orden secuencial: «Beautiful World», «Beautiful World -PLANiTb Acoustica Mix-» y «Sakura Nagashi» (桜流?).

### Drama
Un drama de tono humorístico llamado «After the End» (終曲の続き  Shūkyoku no Tsudzuki?) fue lanzado el 12 de diciembre de 1996 como la segunda pista del álbum de banda sonora Neon Genesis Evangelion: Addition. De 23 minutos de duración, escrito y dirigido por Anno, el relato recoge las deliberaciones de los seiyuu de los personajes de Evangelion, tras ser reunidos para «extender la serie debido a su inesperada popularidad». El pánico cunde al enterarse de que la grabación debe estar lista para la noche de ese mismo día; desesperados, realizan una lluvia de ideas sobre cambios para aumentar su popularidad, de la que derivan diversas escenas fallidas.
Kensuke propone traer de vuelta a Kaworu. Asuka, quien hasta entonces no lo conocía, lo saluda llamándolo «chico homo», a lo que este responde increpándola por tildarle de tal sin evidencia, ofendiéndola a su vez y provocando su ira. Asuka piensa que el error de la serie fue haber elegido al protagonista equivocado: reprocha a Shinji ser tan evasivo, ya que ni siquiera ha dicho una palabra desde que empezaron, y de disculparse sin sentirlo realmente solo para escapar de sus problemas. Luego acusa a Rei de ser la melancolía personificada y de tener un carisma injustificado, pues según ella, sólo se para en silencio en el rincón de la fama, y apenas habla, con frases repetitivas y sumisas como una muñeca. El resto aclara que Rei es la más popular en las encuestas y deciden dejarla inalterada. Por su parte, los altos mandos de Nerv concuerdan que la naturaleza y los fines de los ángeles nunca fueron claros y nadie pareció entenderlos, por lo que deciden dilucidar el misterio y permitir que se presenten abiertamente: un malvado general marciano dirige una legión de «BlackGod-ianos» con el fin de destruir a los humanos.
La discordia continúa y el tiempo ya está por agotarse, por lo que finalmente deciden producir un «anime de solo sonido» a fin de no tener que pagar dibujantes y ganar más dinero. Este concepto consiste en una parodia del primer episodio, un apagón de luz y efectos especiales y música de fondo a capela. Al poco tiempo de comenzar la transmisión en directo, la reacción de la audiencia resulta tan adversa que, avergonzados, deciden cortar la emisión del «episodio 27».

### Libros suplementarios
- Newtype 100% Collection: una recopilación de artículos sobre Evangelion de la revista Newtype en el año 1997, particularmente de arte visual de la serie.[162]
- Panfletos de Death & Rebirth y End of Evangelion: libros de información suplementaria de edición limitada que fueron distribuidos en los cines de Japón durante el estreno de ambas películas. El segundo de ellos, apodado «Red Cross Book» por los fanes angloparlantes, contiene descripciones y definiciones de áreas y términos de la serie.
- Der Mond y Die Sterne: dos artbooks creados por Yoshiyuki Sadamoto que incluyen arte conceptual, diseños de personajes y comentarios sobre la serie. También contienen una selección de los trabajos de Sadamoto, como Fushigi no Umi no Nadia y Fatal Fury 2.[163]
- 2015//The Last Year of Ryohji Kaji: Una edición limitada de la revista Newtype publicada en 1997, que contiene 16 «documentos» sobre el personaje Ryōji Kaji pertenecientes a la serie. Estos incluyen cartas, notas y poemas escritos por Hiroshi Yamaguchi —antiguo guionista de Evangelion— y fotografías creadas por Ichiro Kamei.
- Groundwork of Evangelion: es un grupo de artbooks que contienen diseños de producción. Los primeros tres cubren el anime, y el resto la película The End of Evangelion y las dos primeras entregas de Rebuild of Evangelion.

### Otros
La franquicia también ha dado lugar a la producción de diversos juegos, como versiones de pachinko como CR Neon Genesis Evangelion, CR Neon Genesis Evangelion Second Impact, CR Neon Genesis Evangelion —Kiseki no Kachi wa—; o juegos de pachisuro, tal como Neon Genesis Evangelion. Por otra parte, el 22 de julio de 2012, el parque de atracciones Fuji-Q Highland abrió una sección dedicada a Evangelion, incluyendo una representación a escala real de un entry plug, una Lanza de Longinus de tres metros, una reproducción de las instalaciones de Nerv, los monolitos de Seele, una estatua de Mari Illustrious Makinami y un busto de la unidad 01 a tamaño real. En 2011 Fuji-Q Highland declaró la intención de lograr otro busto de la unidad 02 de Rebuild, que nunca fue realizado.

## Recepción

### Reacciones

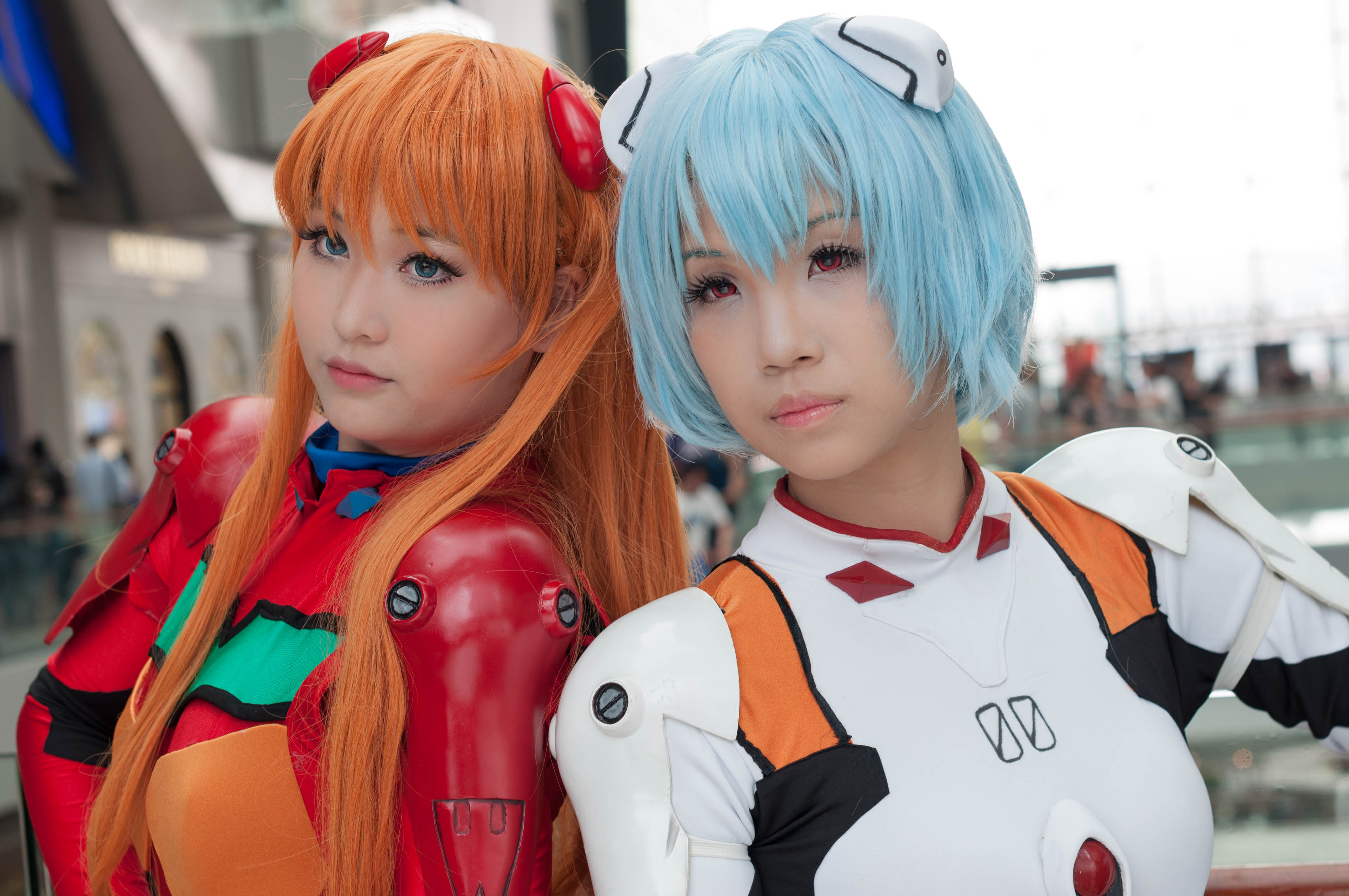
Cosplayers de Rei Ayanami y Asuka Langley.

La serie atrajo enormemente la atención del público japonés, más incluso que la serie de Bandai Gundam Wing, que era el mayor exponente del anime en parrilla televisiva en ese momento. Los dōjinshi de Evangelion se convirtieron en los más populares del mercado japonés. Solo en Japón se vendieron 800 millones de vídeos y artículos de merchandising, con una ganancia de más de 400 millones de dólares estadounidenses. Así mismo, el último episodio de la serie fue visto por más de 10 millones de personas. Evangelion se situó en el primer lugar del el lector de encuestados «Best Loved Series» de 1995, un premio de la revista Animage. Este premio fue concedido a la serie en 1996 con nada menos que 2853 votos, en comparación con los 903 votos que recibió la serie que quedó en el segundo puesto. La serie también ganó el primer puesto en 1997 y se mantuvo en él varios años, hasta que Code Geass se lo arrebató por fin en 2006. A todo ello, el diseñador de personajes Yoshiyuki Sadamoto comentó que el éxito se debía probablemente al hecho de que Evangelion fuese simplemente lo que la gente estaba buscando. De acuerdo con Lawrence Eng, se debe también a la bien pensada combinación de géneros en la serie.
Hideaki Anno fue duramente criticado al final de la serie por los aficionados, quienes dijeron que había arruinado Evangelion en sus últimos capítulos. No obstante, Anno defendió el final tal y como quedó y vio con malos ojos que el trabajo del estudio no fuese reconocido, aunque declaró estar algo decepcionado por no haberse producido la revolución del anime que él esperaba. También se especuló que el final de la serie había sido censurado, pero esto fue negado por el equipo de producción. En varias entrevistas después de la conclusión de la serie Anno afirmó que los aficionados del anime necesitaban «tener más respeto hacia ellos mismos» y «volver a la realidad». También señaló que «las redes sociales son el graffiti en las paredes del baño». Después de la emisión de su primera mitad, Evangelion fue declarado el mejor anime desde Mobile Suit Gundam. Más tarde, la serie sería seleccionada por un grupo de críticos japoneses, entre los que se hallaba Noboru Ishiguro, como uno de los cuatro pilares del anime. Esto se decidió de acuerdo a los criterios de innovación, evaluación del impacto en el público y éxito económico de la serie. En octubre de 2006, por medio de una encuesta realizada por Japan Media Arts Festival a la que asistieron 80 000 aficionados, Evangelion fue designado el mejor anime de todos los tiempos. Poco después TV Asahi emitió una lista de los 100 mejores animes de todos los tiempos de acuerdo a una encuesta en línea realizado a los espectadores japoneses, ubicándose Evangelion en el segundo lugar, luego de Fullmetal Alchemist.

### Interpretaciones
El crítico cultural japonés Hiroki Azuma destacó las figuras de los ángeles como la materialización de un miedo irracional, y Rei como la encarnación de la frialdad de la ciencia moderna, especialmente en el terreno de los laboratorios. Esto es sustancial en el contexto de la serie, donde el miedo injustificado y la frialdad de la ciencia desempeñan un papel importante. Así, la serie muestra diversos problemas sociales con esas características. Según Azuma, Evangelion significó un renacimiento para el anime; Anno había superado las normas establecidas en su era, y había revelado una dirección completamente distinta. De hecho, en la serie de Anno también hay una muerte y renacimiento. Otros críticos han señalado, entre otras cosas, que los ángeles son interpretados como figuras paternas, mientras que los Eva son identificados como maternales, debido a la presencia de las madres de Shinji y Asuka dentro de ellos. La inmersión de los pilotos en LCL dentro de los Eva es visto como una alegoría del embarazo y el parto al compararlo con la figura maternal antes mencionada de los Eva.

### Impacto

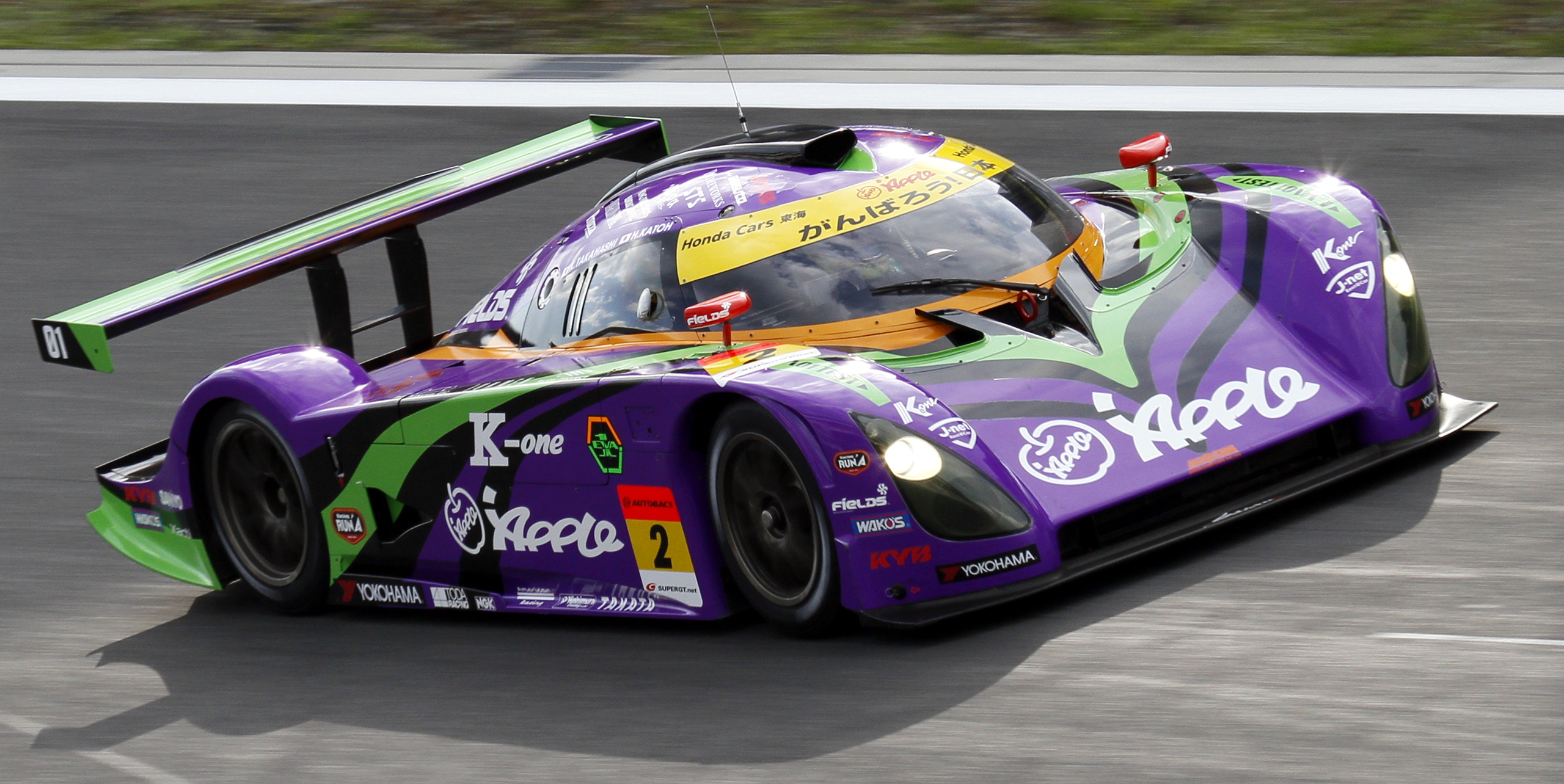
Evangelion RT Test Type-01 Apple Shiden, automóvil de carreras inspirado en el Eva-01.

Algunos ven en la serie un importante punto de inflexión en la historia del anime y la cultura otaku, aunque esta opinión no es universalmente aceptada. Hideaki Anno siguió usando varias técnicas empleadas en Neon Genesis Evangelion, como el montaje de imágenes y texto, en sus siguientes trabajos, como la serie de televisión Kareshi Kanojo no Jijo de 1998 y la película de 1999 Love and Pop. También, el compositor Shiro Sagisu usó piezas de su trabajo en Evangelion para otras series, como Bayside Shakedown. Respecto al estudio Gainax, que atravesaba dificultades económicas, el éxito de Evangelion trajo un ingreso estable a través de la venta de merchandising.
En Japón se han publicado varios libros que proporcionan información básica sobre la serie, como la arquitectura y la ingeniería, o el diseño y el trasfondo psicológico. Se publicaron además una serie de dōjinshis y adaptaciones de otros artistas. El crítico literario Hiroki Azuma describió el efecto de Evangelion como un shock para los aficionados del anime, así como el resto de los espectadores. Neon Genesis Evangelion fue más allá de las series anteriores y produjo un gran acontecimiento. Azuma atribuyó el éxito a una animación detallada y de alta calidad, así como el hecho de que la serie pone de manifiesto diversos problemas sociales. Anno usó una serie de nuevas técnicas narrativas que dieron al anime, que se hallaba, según Azuma, en un contexto infértil, un nuevo impulso. La calidad de la acción lanzó también a la fama la destreza como autor de Hideaki Anno. Según Azuma, la llegada de Neon Genesis Evangelion en 1995 produjo una división en la industria del anime. A partir de entonces, Evangelion se mantuvo imbatida en este papel divisivo durante diez años. La serie contribuyó a un mayor interés por parte del público adulto hacia el anime; además, provocó que los fanes que se habían distanciado del anime a principios de la década de 1990 recuperasen su interés. En Japón, el auge de la serie originó e inspiró la creación de otros animes, como Blue Submarine No. 6, Kidō Senkan Nadeshiko y Gasaraki. En resumen, Evangelion produjo un crecimiento en la industria del anime. En el año 2020 el gobierno de Japón acuñó una serie de monedas conmemorativas con motivo del 25 aniversario de la serie.

#### Impacto en Estados Unidos
La serie fue muy exitosa en Estados Unidos y aún es bien conocida en los círculos de fanes de ese país. De acuerdo con Manga Entertainment, la serie rompe la tradición de historias ya existentes en el anime, y por tanto abre nuevas posibilidades para el género. Para ellos, Hideaki Anno revolucionó el género mecha y lo sacó de una llamada «parálisis psicológica». El gran número de fanes en Japón demuestra la importancia del trabajo. La serie ha contribuido significativamente a que la emisión de anime en Estados Unidos aumentase. Susan J. Napier afirmó que Evangelion, junto con La princesa Mononoke y Ghost in the Shell, da una imagen muy intelectual acerca del anime. La serie es compatible con otros trabajos del anime orientados hacia un público adulto en la década de 1990. Evangelion es definido como una deconstrucción del género mecha, por características tales como el joven protagonista, enemigos malvados y un futuro próximo con alta tecnología que deja al espectador confundido. Así, ya en la primera lucha de Shinji contra un ángel se muestra una mecánica de miedo inusual: el combate no es un espectáculo visual, ya que tiene una decoración sencilla, y Shinji no usa armas de alta tecnología, sino básicamente un gran cuchillo. El resultado final decepcionó a muchos espectadores debido a la falta de acción y efectos, sin embargo, las escenas ofrecen un psicoanálisis del personaje principal, Shinji Ikari, así como un trasfondo personal y psicológico. Durante la serie, las escenas con poca acción toman un significado especial, el de apoyar la parte psicológica de la trama.

## Influencia cultural

### En el anime
Desde el período de 1984 hasta la creación de Evangelion, los animes más aclamados tenían un estilo, en cierto modo, alejado de lo habitual en el género. Por ejemplo, el trabajo de Hayao Miyazaki en Mi vecino Totoro (1988) y otros trabajos fueron las obras clave, mientras que Akira (1988) estuvo basada en el estilo de los cómics norteamericanos. A todo ello, el director Mamoru Oshii dijo que, en las palabras de Hiroki Azuma, «nadie quería ver anime simples». Evangelion, sin embargo, muestra la reversión de esta tendencia.
Así como Evangelion fue influida por otros trabajos, este se ha convertido en un elemento básico en la ficción japonesa. La naturaleza de la serie marcó un hito por el sentido psicológico y sofisticado, que fue recogido por otros animes, como Shōjo Kakumei Utena (1997) que, al igual que Evangelion, se centra en un mundo cambiado que podría sobrevenir. El anime Kareshi Kanojo no Jijō (1998) también fue dirigido por Hideaki Anno, usando las mismas técnicas de ripping-apart —alternando fotografías del mundo real con las imágenes animadas— y retrató los conflictos psicológicos de la misma manera, aunque los diferentes dispositivos de cine se remontan a obras anteriores a Evangelion, por ejemplo, las obras de Osamu Tezuka. Neon Genesis Evangelion también cambió radicalmente el estilo de los clásicos robots gigantes mecha del género japonés del mismo nombre. Anteriormente, como en Mazinger Z, Kotetsu Jeeg, Mobile Suit Gundam y otras series de los años 1970 y 1980, los robots eran presentados como trajes mecánicos «pesados». Evangelion introdujo sus veloces y elegantes Eva como humanoides orgánicos gigantes, haciendo un notable contraste con los diseños de mechas del pasado. De hecho, el estilo establecido y creado por Evangelion se ha vuelto más común desde su lanzamiento, aunque series como The King of Braves GaoGaiGar siguen con el antiguo estilo. RahXephon, un programa con diseños inspirados en los mechas de los años 70, fue comparado con Evangelion por muchos encuestados de habla inglesa. Por ello, Evangelion es generalmente considerada como una parte vital del género de ciencia ficción, por su lucha psicológica y simbolismo metafísico.

### En la cultura popular

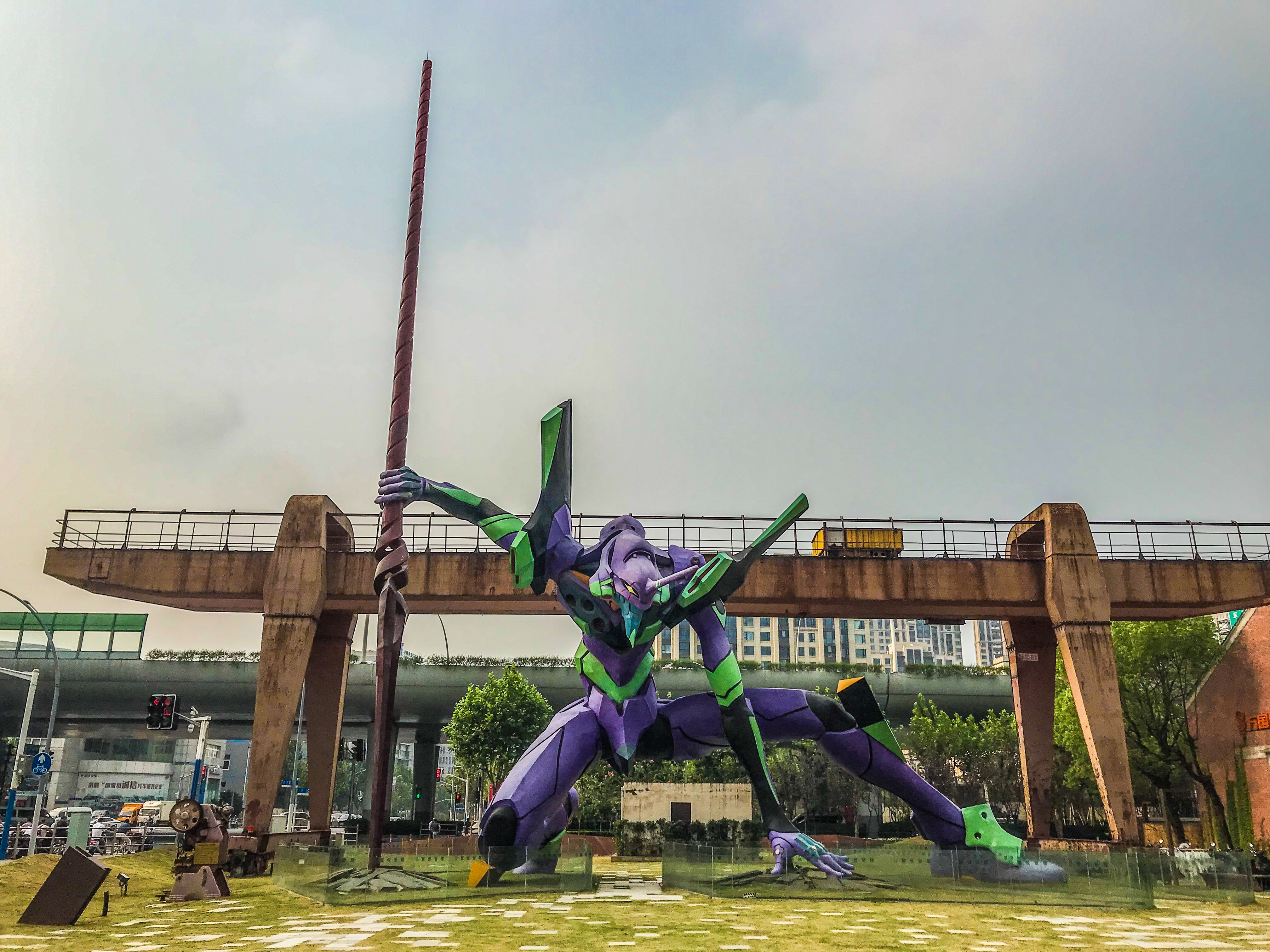
Estatua del Eva-01 en Shanghái.

Neon Genesis Evangelion ha sido frecuentemente parodiado y explícitamente referenciado en varios otros animes, videojuegos y series de la cultura popular. Por ejemplo, en el anime Keroro Gunso se hacen incontables parodias a Evangelion, ya que su autor, Mine Yoshizaki, fue el creador de las figuras conmemorativas del décimo aniversario de Gainax, Angel Chromosome XX. En la web, numerosos webcomics, tales como Punks and Nerds, ofrecen tributos a Evangelion. El propio Anno hizo una parodia de Evangelion, incluyendo en la banda sonora de la serie un audio drama llamado «After of the End», donde personajes y productores se reúnen y hablan, rompiendo alegremente la cuarta pared, acerca de producir otro capítulo.
Evangelion también ha sido mencionado en la cultura popular de Estados Unidos. En la película de 2002 Retratos de una obsesión, protagonizada por Robin Williams, el personaje de Dylan Smith dice a su padre que le compre la figura de acción del Eva Series, y el personaje de Williams se la da gratis más tarde. El juguete formaba parte de la colección personal de Williams, que declaró ser fan de la serie. Además, en uno de los boletines de Gwyneth Paltrow en la página web del The Huffington Post, el director Wes Anderson situó a Neon Genesis Evangelion en el «top 5» de sus entretenimientos favoritos, mientras que IGN lo situó en el décimo puesto de la lista «Top 100 Animated Series» de enero de 2009, siendo el anime más alto de la lista. En la película de 2008 The Day the Earth Stood Still puede verse una figura de acción de la unidad 01 en la habitación de Jacob. También pueden verse varias figuras de acción de Eva en la habitación del hijo de Michael en la película Michael Clayton. Las creaciones de los aficionados de Evangelion han ido desde reinterpretaciones de alguna escena hasta ampliaciones argumentales por medio de fanfictions, tales como «Evangelion: Redeath» o «Reprise of Evangelion»; guiones; y dōjinshis, como Re-take y Re-take After. La película de 2013 Pacific Rim, dirigida por Guillermo del Toro y definida por este como un homenaje a los géneros mecha y kaiju, presenta fuertes influencias de Evangelion. Entre ellas se encuentran el enfrentamiento entre humanos y monstruos alienígenas, mechas controlados por conexiones neurales, el uso de un líquido similar al LCL para estimular esta conexión, la lucha interior de los personajes y sus recuerdos vitales, las relaciones entre algunos de ellos, y numerosas escenas y motivos concretos. A pesar de ello, tanto Del Toro como el guionista Travis Beacham negaron haber visto Evangelion antes de concebir la película, y afirmaron que Pacific Rim no estaba basada en un solo anime, sino en varios dentro de ese género. Yoshiyuki Sadamoto, diseñador de personajes de Evangelion, alabó los efectos visuales de la película y la elección de sus homenajes, pero no hizo comentarios sobre los parecidos.